# Blacklist (série télévisée)
Pour les articles homonymes, voir Blacklist.
Blacklist: Redemption
Blacklist ou La Liste noire au Québec (The Blacklist) est une série télévisée américaine créée par Jon Bokenkamp et diffusée du 23 septembre 2013 au 13 juillet 2023 sur le réseau NBC et en simultané au Canada sur le réseau Global (City pour la cinquième saison seulement).
La série reçoit un accueil positif de la critique, qui salue particulièrement la performance de James Spader. Blacklist signe de bonnes audiences, mais enregistre surtout d'importants scores grâce à ses résultats en différé,,.
La neuvième saison est diffusée entre le 21 octobre 2021 et le 28 mai 2022,. Le 22 février 2022, la série est renouvelée pour une dixième et dernière saison,.

## Synopsis
Ancien officier de l'US Navy, Raymond « Red » Reddington était porté disparu vingt ans plus tôt. Il est devenu un criminel de premier plan, surnommé le "Médiateur du crime", figurant parmi les dix fugitifs les plus recherchés du FBI. Contre tout attente, Reddington se rend volontairement au FBI, dans le quartier général de Washington.
Cependant, il insiste pour travailler exclusivement avec une jeune profileuse récemment recrutée par le FBI, Elizabeth Keen. Les mystères de la vie de Reddington et de Liz, ainsi que son intérêt pour elle, sont progressivement révélés au fil de l'évolution de la série. Chaque épisode présente l'un des criminels mondiaux et Reddington aide l'équipe à les suivre et à les appréhender.
Keen s’interroge sur l’intérêt soudain que Reddington lui porte, bien qu’il soutienne que Keen est très spéciale. Après que le FBI a fait tomber un terroriste sur lequel il a fourni des informations, Reddington révèle que ce terroriste n’est que le premier de beaucoup d’autres à venir : durant les deux dernières décennies, il a dressé une liste des criminels et terroristes qu'il sait introuvables par le FBI parce que ce dernier ignorait purement et simplement leur existence. Or ce sont pour lui les criminels les plus importants. Reddington surnomme cette liste « la liste noire » (« The Blacklist »).

## Distribution

### Acteurs principaux
Note :
- En vert, les acteurs sont considérés comme faisant partie de la distribution principale de la saison.
- En rouge, de la distribution secondaire.

| Acteurs           | Doublage                 | Personnages              | Saisons    | Saisons    | Saisons    | Saisons    | Saisons    | Saisons    | Saisons    | Saisons    | Saisons    | Saisons    |
| Acteurs           | Doublage                 | Personnages              | 1          | 2          | 3          | 4          | 5          | 6          | 7          | 8          | 9          | 10         |
| ----------------- | ------------------------ | ------------------------ | ---------- | ---------- | ---------- | ---------- | ---------- | ---------- | ---------- | ---------- | ---------- | ---------- |
| James Spader      | Pierre-François Pistorio | Raymond "Red" Reddington | Principal  | Principal  | Principal  | Principal  | Principal  | Principal  | Principal  | Principal  | Principal  | Principal  |
| Megan Boone       | Laura Blanc              | Elizabeth "Liz" Keen     | Principale | Principale | Principale | Principale | Principale | Principale | Principale | Principale |            |            |
| Diego Klattenhoff | Alexandre Gillet         | Donald Ressler           | Principal  | Principal  | Principal  | Principal  | Principal  | Principal  | Principal  | Principal  | Principal  | Principal  |
| Harry Lennix      | Thierry Desroses         | Harold Cooper            | Principal  | Principal  | Principal  | Principal  | Principal  | Principal  | Principal  | Principal  | Principal  | Principal  |
| Amir Arison       | Laurent Larcher          | Aram Mojtabai            | Récurrent  | Principal  | Principal  | Principal  | Principal  | Principal  | Principal  | Principal  | Principal  | Invité     |
| Hisham Tawfiq     | Frantz Confiac           | Dembe Zuma               | Récurrent  | Récurrent  | Principal  | Principal  | Principal  | Principal  | Principal  | Principal  | Principal  | Principal  |
| Ryan Eggold       | Patrick Mancini          | Tom Keen                 | Principal  | Principal  | Principal  | Principal  | Principal  |            |            |            |            |            |
| Parminder Nagra   | Vanina Pradier           | Meera Malik              | Principale |            |            |            |            |            |            |            |            |            |
| Mozhan Marnò      | Anne Dolan               | Samar Navabi             |            | Principale | Principale | Principale | Principale | Principale |            |            | Invitée    |            |
| Laura Sohn        | Geneviève Doang          | Alina Park               |            |            |            |            |            |            | Récurrente | Principale | Principale |            |
| Anya Banerjee     | Anaïs Delva              | Siya Malik               |            |            |            |            |            |            |            |            |            | Principale |

Galerie des acteurs principaux
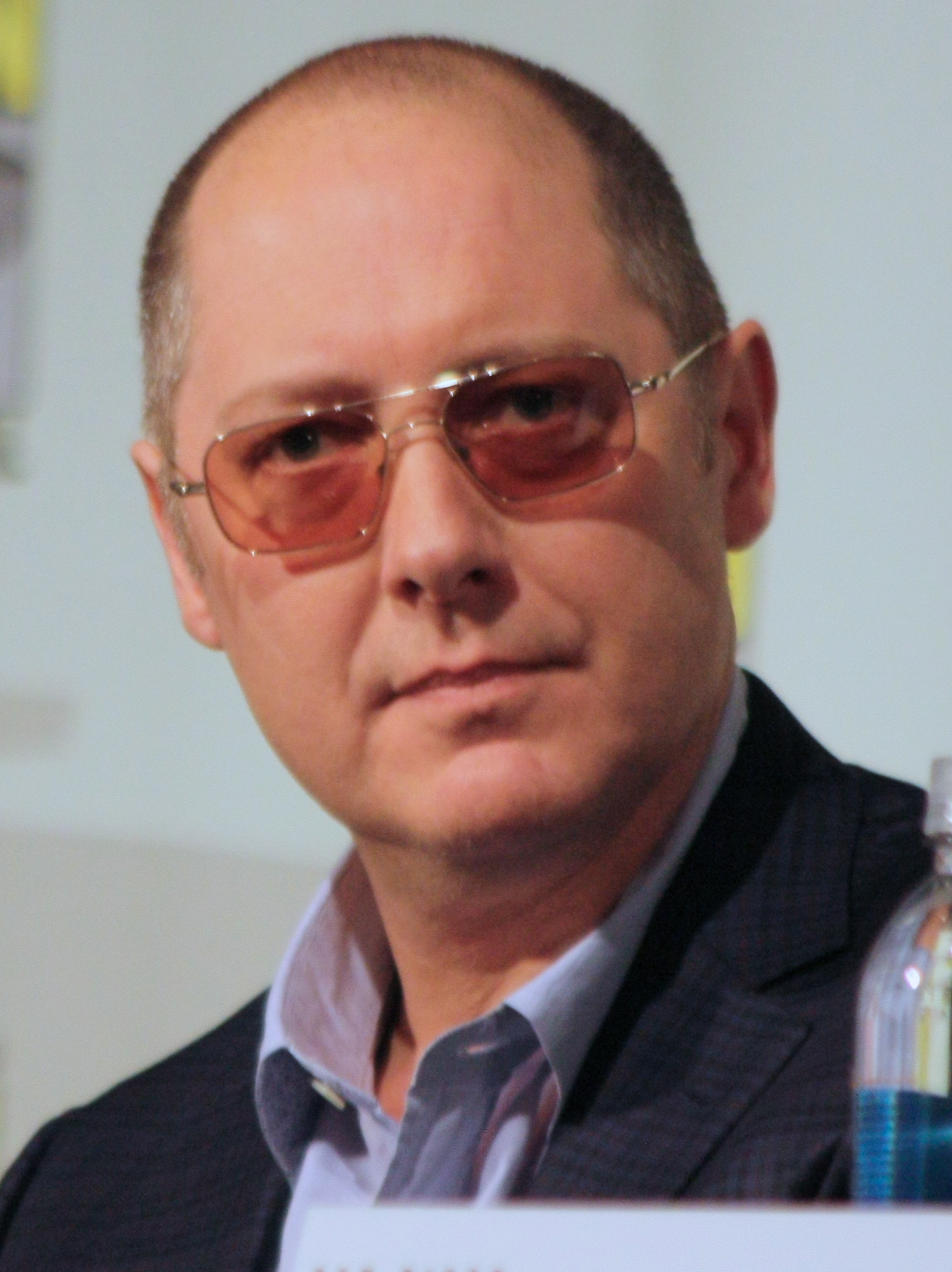
James Spader interprète Raymond « Red » Reddington
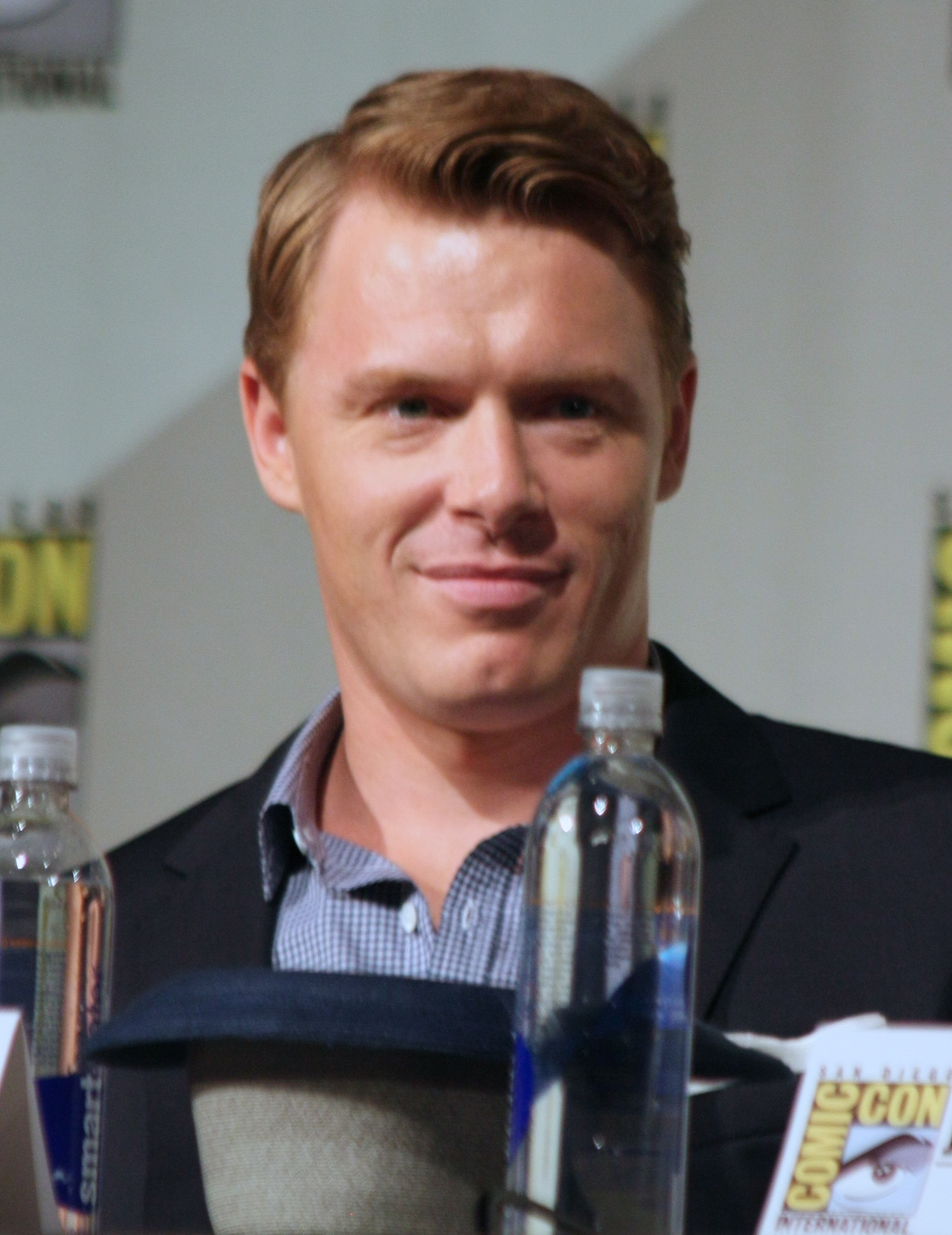
Diego Klattenhoff interprète Donald Ressler
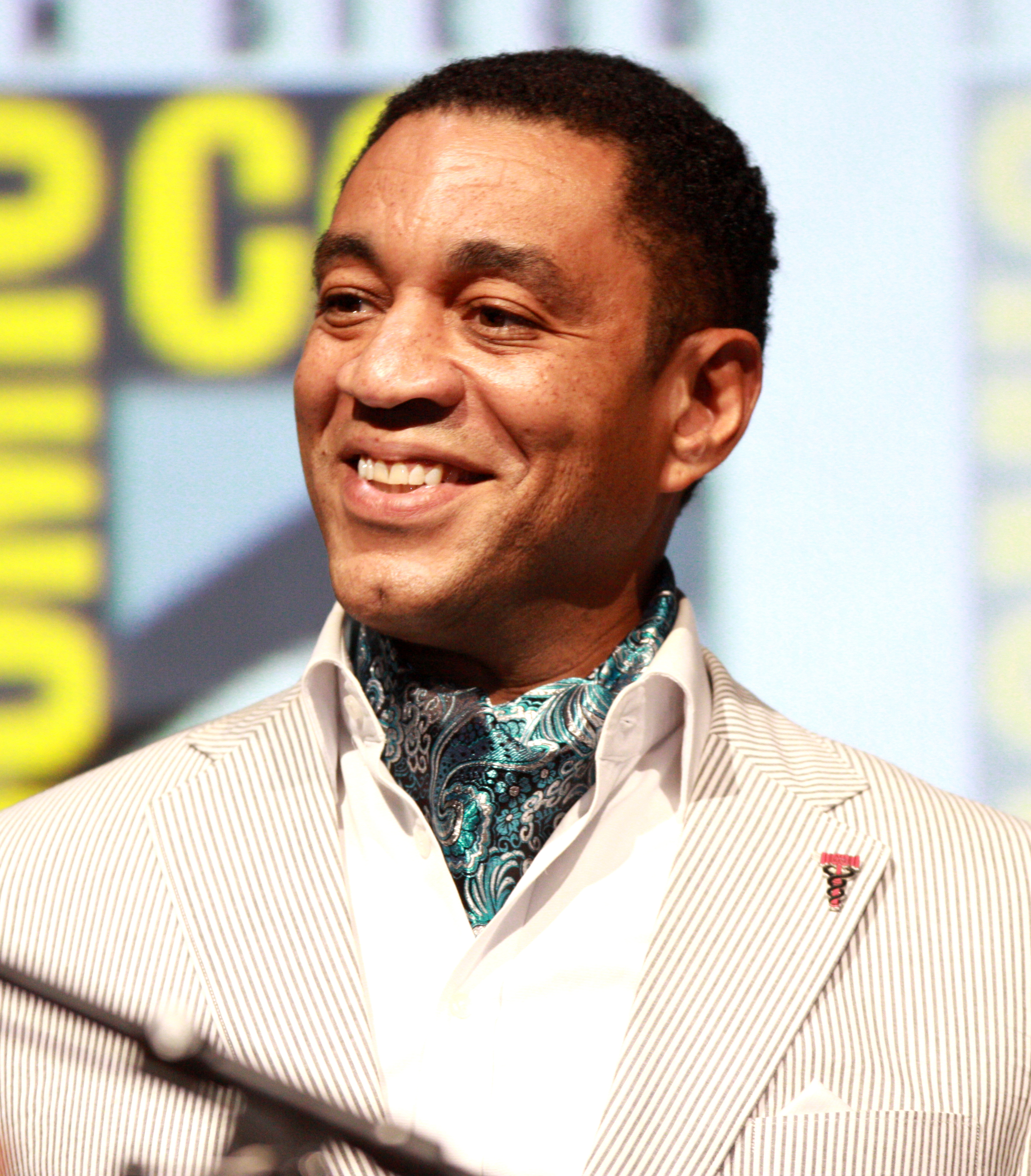
Harry Lennix interprète Harold Cooper

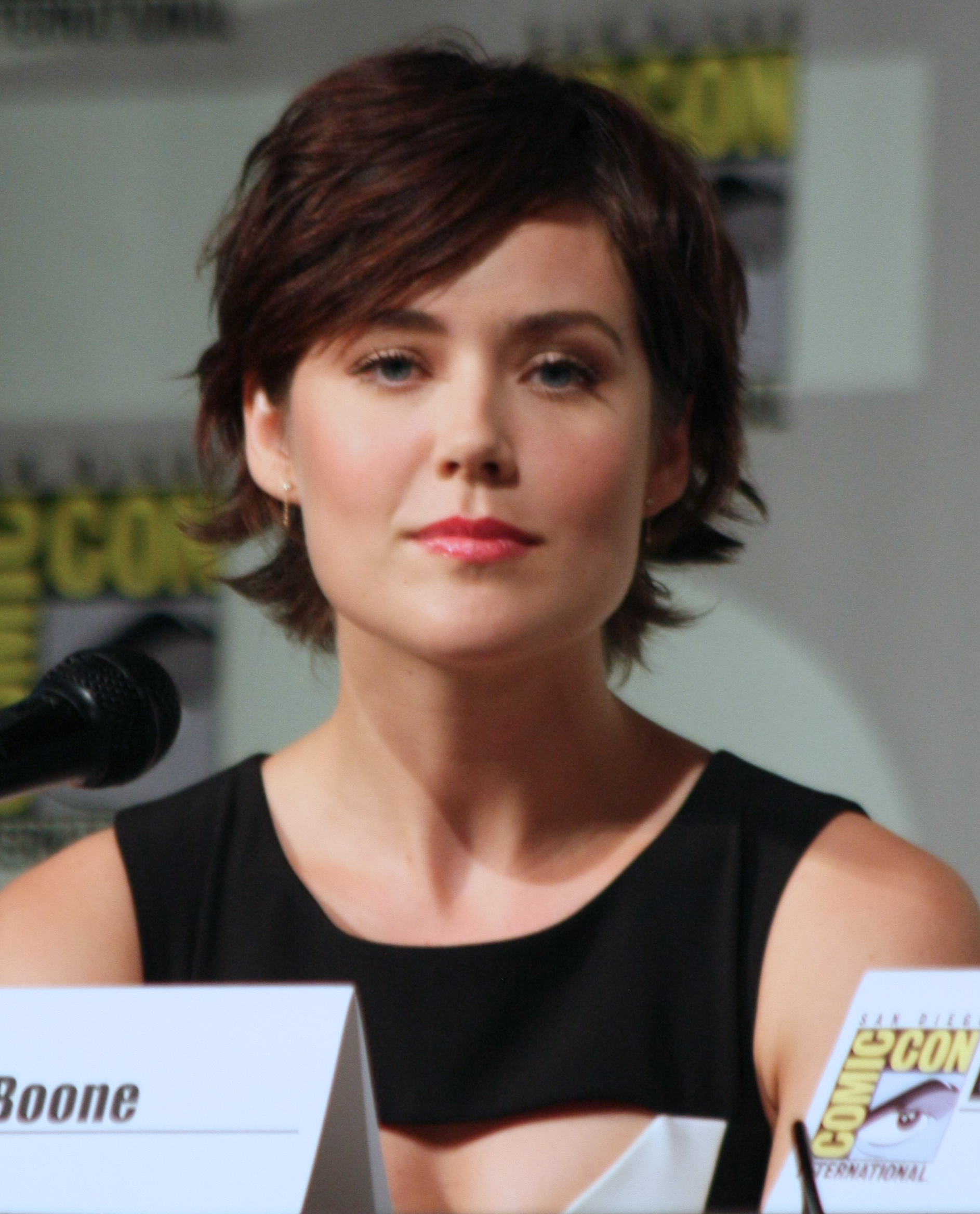
Megan Boone interprète Elizabeth « Liz » Keen
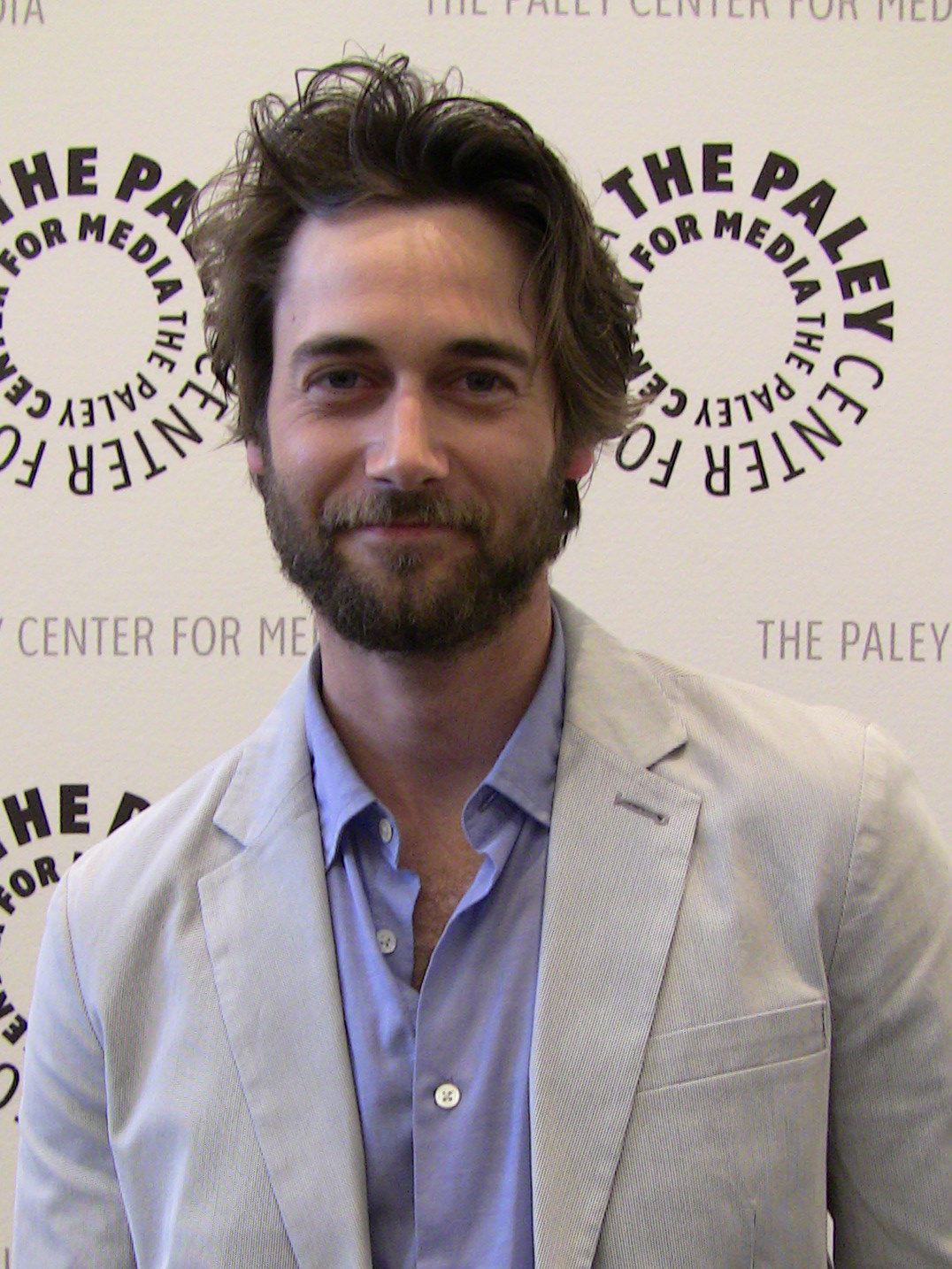
Ryan Eggold interprète Tom Keen
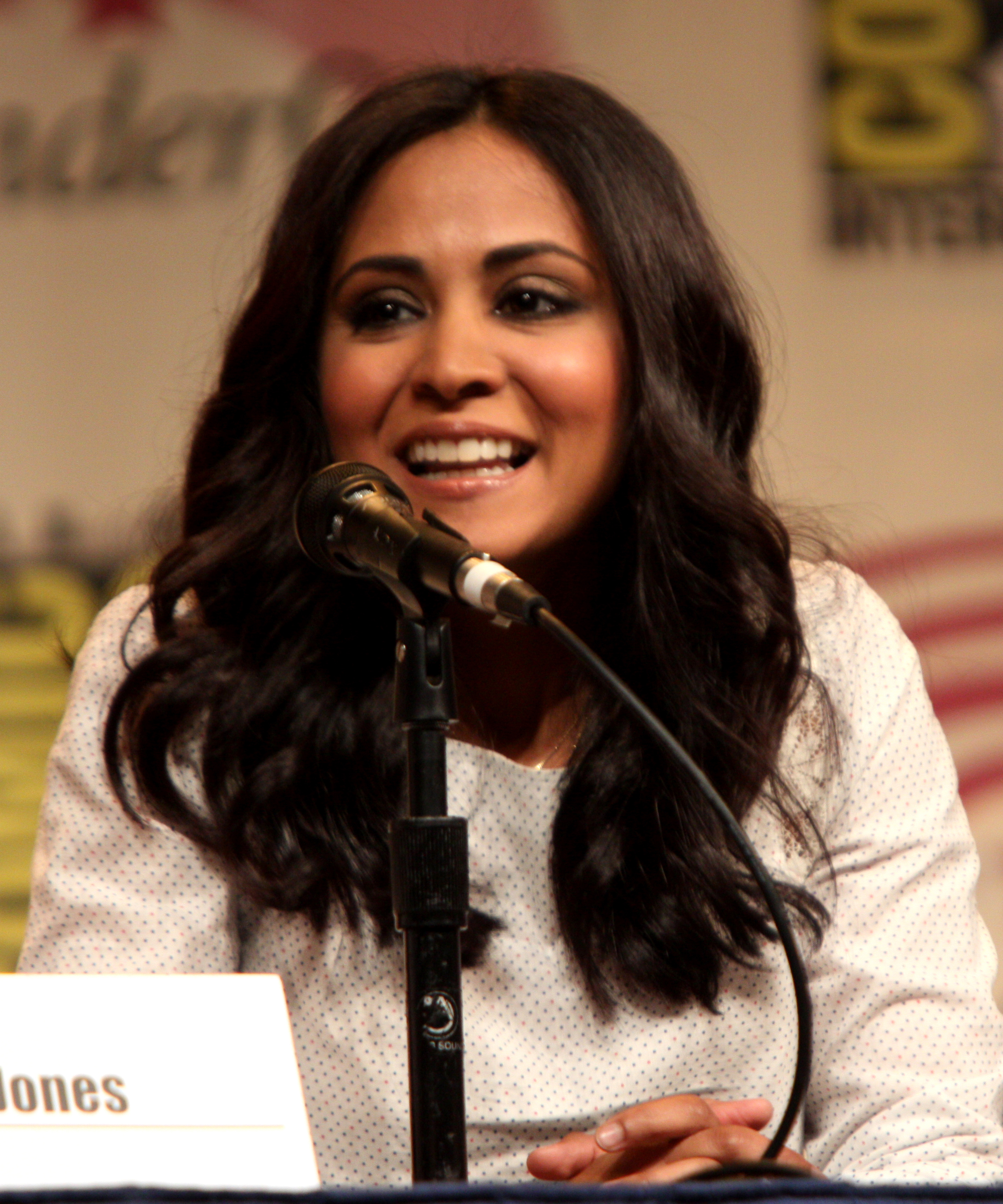
Parminder Nagra interprète Meera Malik
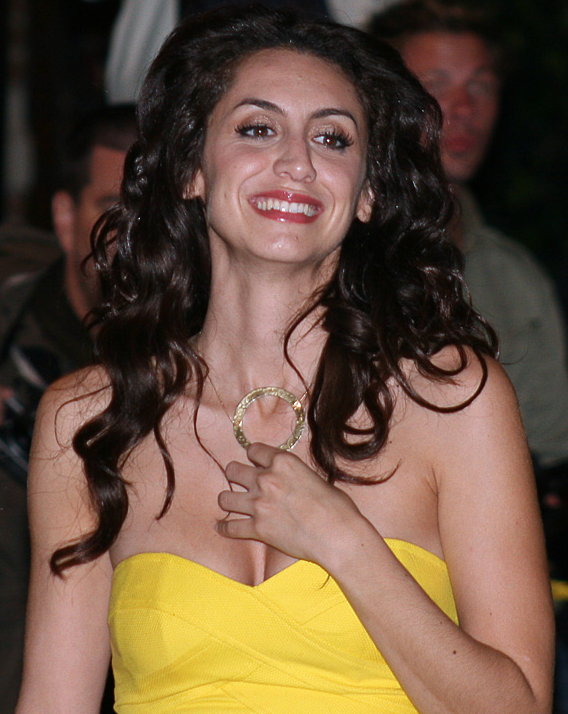
Mozhan Marnò interprète Samar Navabi

### Acteurs récurrents
Note : la liste ci-dessous comprend les personnages apparus dans plus d'une saison de la série.
- Susan Blommaert (VF : Annie le Youdec) : M. « Kate » Kaplan (née Kathryn Nemec), nettoyeuse de scènes de crimes de Red (saisons 1 à 4, invitée saison 8)
- Alan Alda (VF : Philippe Ariotti) : Alan Fitch, adjoint au Directeur du renseignement national (saisons 1 et 2)
- Teddy Coluca (VF : Achille Orsoni puis Patrick Messe) : Teddy Brimley, interrogateur et associé de Red (depuis la saison 1)
- Chin Han (VF : William Coryn) : Wujing (épisode 3 - saison 1 et épisode 22 - saison 9, épisodes 1, 2, 5, 6 et 9 - saison 10)
- Reed Birney (VF : Hervé Jolly) : Tom Connolly (saisons 1 et 2)
- Adriane Lenox (en) (VF : Françoise Vallon) : procureure Reven Wright (saisons 2 et 3, invitée saison 4)
- Lance Henriksen (VF : François Siener) : Bill McCready, le « Commandant » (saisons 2 et 3, invité saison 5)
- Valarie Pettiford (VF : Brigitte Berges) : Charlene Cooper (saisons 2 et 3, invitée saisons 8 et 9)
- Paul Reubens (VF : Bernard Bollet) : M. Vargas (saisons 2 et 3)
- Clark Middleton (VF : Jean-François Vlérick) : Glen Carter (saisons 2 à 7)
- Peter Stormare (VF : Patrick Poivey) : « Berlin », de son vrai nom Milos Kirchoff (saisons 1 et 2)
- Piter Marek (VF : Thomas Roditi) : Nik Korpal, médecin et ex-petit ami d'Elizabeth (saisons 2, 3 et 5)
- David Strathairn (VF : Guy Chapelier) : Peter Kotsiopulos, le directeur du National Clandestine Service (CIA) (saisons 2 et 3)
- Fisher Stevens (VF : Nicolas Marié) : Marvin Gerard (saisons 3 à 9)
- Genson Blimline : Morgan, un des gardes du corps de Reddington (saisons 3 à 9)
- Christine Lahti (VF : Pauline Larrieu) : Laurel Hitchin, conseillère à la sécurité nationale auprès du Président (saisons 3 et 4, invitée saison 5)
- Lotte Verbeek (VF : Barbara Kelsch) (saisons 3 à 6), Danièle Douet (saison 8) puis Daria Levannier (saison 8) : Katarina Rostova, jeune (depuis la saison 3)
- Brian Dennehy[Note 1] puis Ron Raines (en)[Note 2] (VF : Achille Orsoni puis Patrick Messe) : Dominic Wilkinson, le père de Katarina (saison 3 à 8)
- Benito Martinez (VF : Loïc Houdré) : Robert Diaz (saisons 3, 4 et 6)
- Ulrich Thomsen (VF : Yann Guillemot) : Alexander Kirk / Constantin Rostov, ex-époux de Katarina Rostova (saisons 3 et 4)
- Deirdre Lovejoy (VF : Danièle Douet) : Cynthia Panabaker, conseillère juridique à la Maison-Blanche (depuis la saison 3)
- Sarah, Emily et Katherine Kell puis Hazel et Ginger Mason : Agnes Keen, fille d'Elizabeth Keen (depuis la saison 4)
- James Carpinello (VF : Guillaume Bourboulon) : Henry Prescott (de son vrai nom Mitchell Hadley) (saisons 4 et 5)
- Michael Aronov (en) (VF : Marc Perez) : Joe « Smokey » Putnum, associé de Raymond Reddington (saison 5, invité saison 6)
- Jonathan Holtzman (VF : Alexandre Bierry) : Chuck, un des gardes du corps de Reddington (depuis la saison 5)
- Aida Turturro (VF : Marie-Laure Dougnac puis Bénédicte Charton) : Heddie Hawkins, comptable et associée de Raymond Reddington (depuis la saison 5)
- Fiona Dourif (VF : Olivia Luccioni) : Lillian Roth (née Jennifer Reddington), fille de Raymond et Carla Reddington, et demi-sœur d'Elizabeth Keen (saisons 5 et 6, invitée saison 8)
- Coy Stewart (en) (VF : Enzo Ratsito) : Vontae Jones[Note 3], associé de Raymond Reddington (depuis la saison 6)
- Gabriel Mann (VF : Damien Ferrette) : Ilya Koslov, jeune (depuis la saison 6)
- Laila Robins (VF : Barbara Kelsch puis Danièle Douet) : Katarina Rostova, âgée / Tatiana Petrova (saisons 6 à 8)
- Brett Cullen (VF : Guy Chapellier) : Frank Bloom / Ilya Koslov (saisons 6 et 7, invité saison 8)
- Kecia Lewis (VF : Sandrine Moaligou) : Esi Jackson (saisons 7 et 8)
- Diany Rodriguez (VF : Camille Ravel) : Weechia Xiu (saison 9)
- Peter Bradbury (VF : Fabrice Lelyon) : Berdy (saison 7)
- Natalie Paul (en) (VF : Ludivine MaffrenLeroux) : Francesca "Frankie" Campbell (invité saison 7)
- Elizabeth Bogush (en) (VF : Marianne Leroux) : Elodie Radcliffe (épisodes 3 à 6, 11, 13 et 14 - saison 7)

Acteurs récurrents
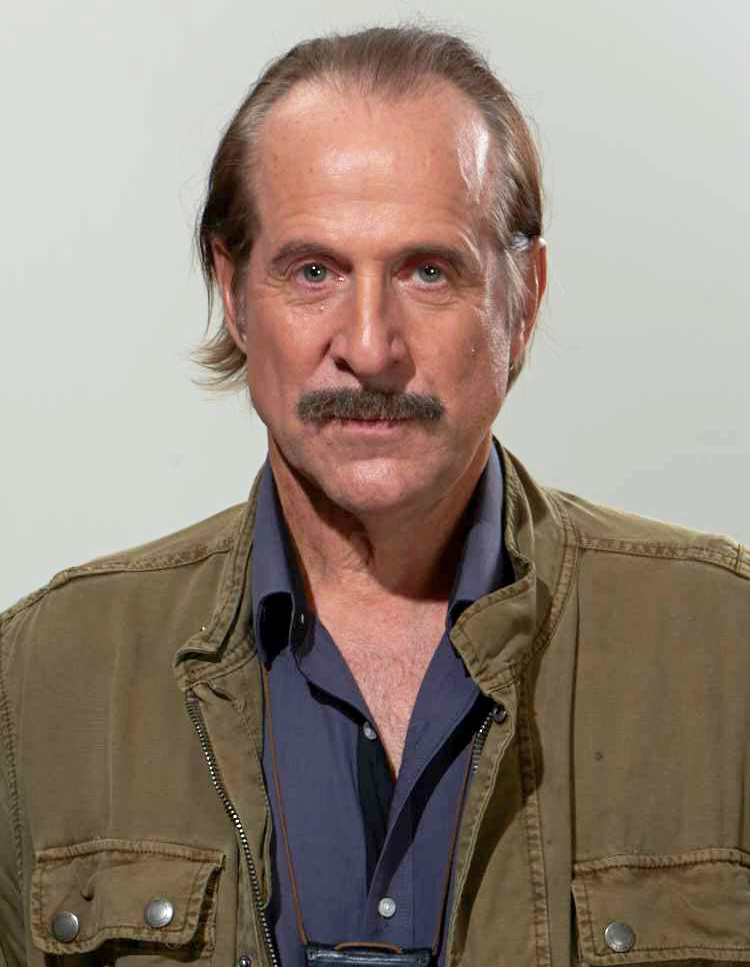
Peter Stormare incarne Berlin
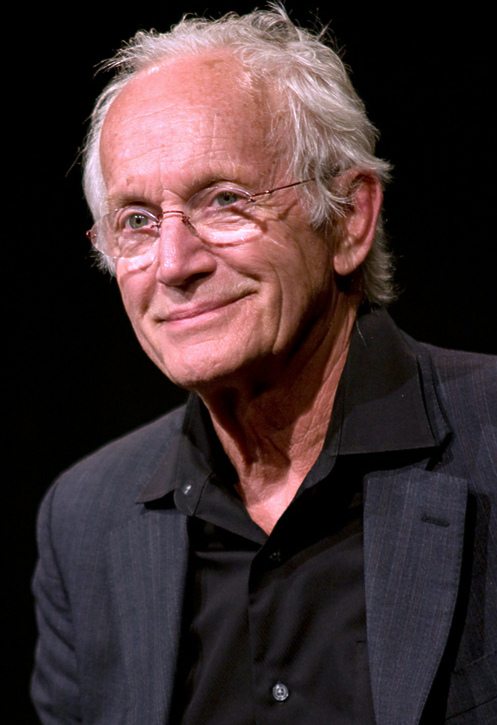
Lance Henriksen incarne Bill McCready, alias le « Commandant »
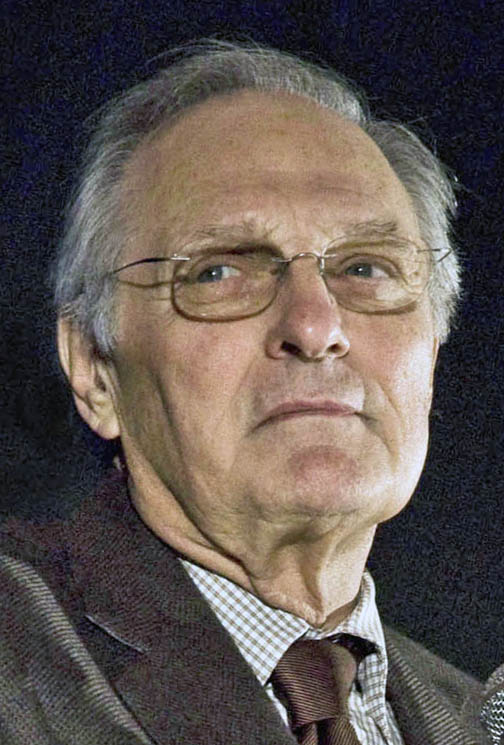
Alan Alda incarne Alan Fitch
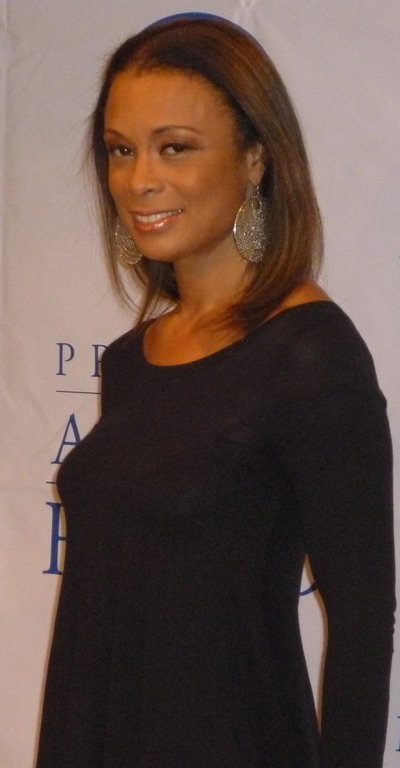
Valarie Pettiford incarne Charlene Cooper
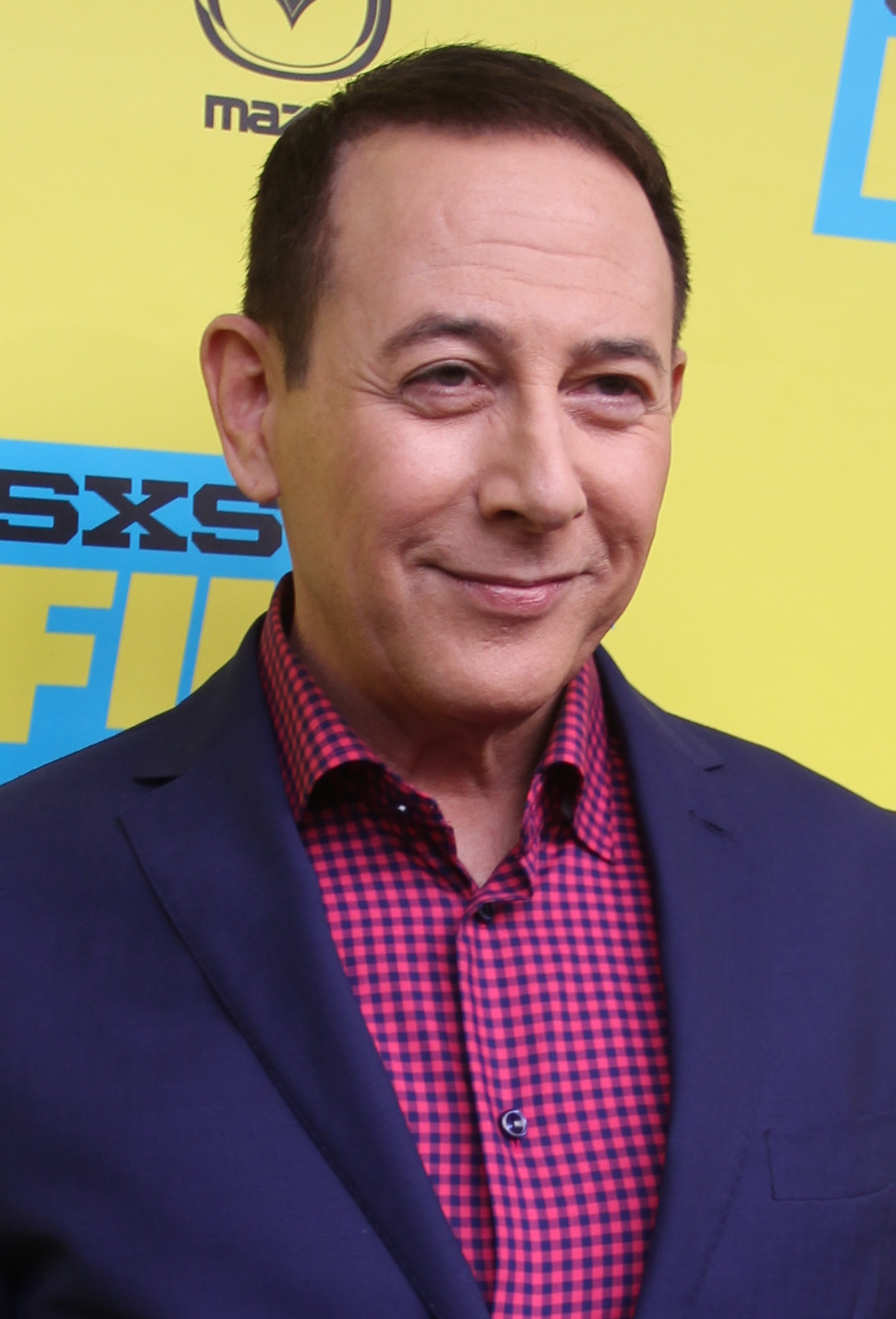
Paul Reubens incarne Mr Vargas
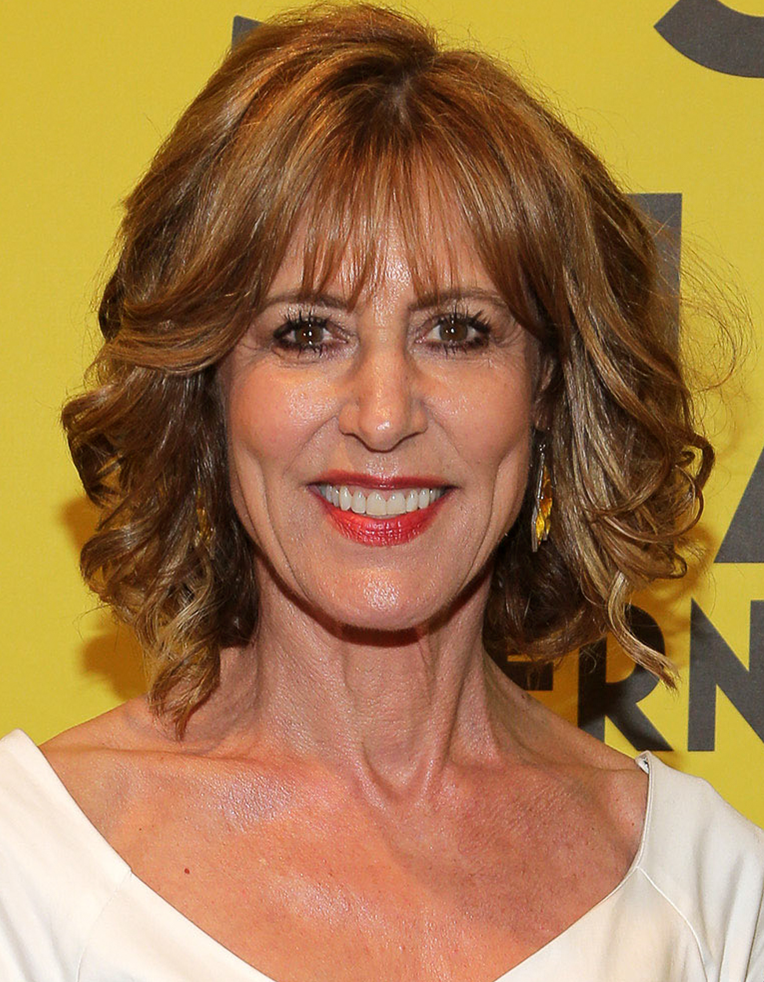
Christine Lahti incarne Lauren Hitchin
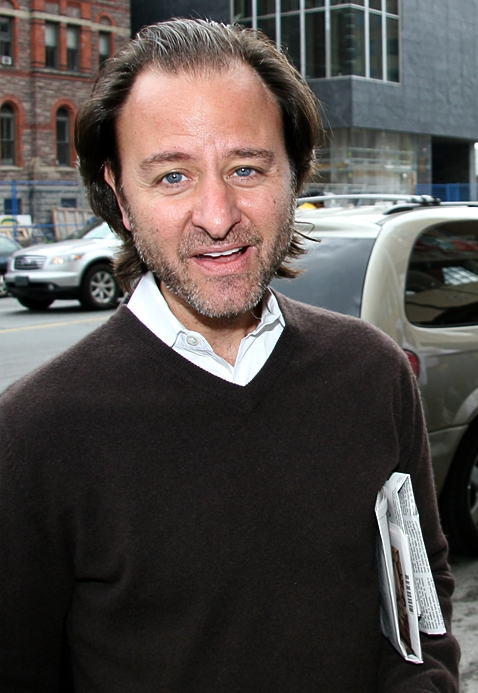
Fisher Stevens interprète Marvin Gerard
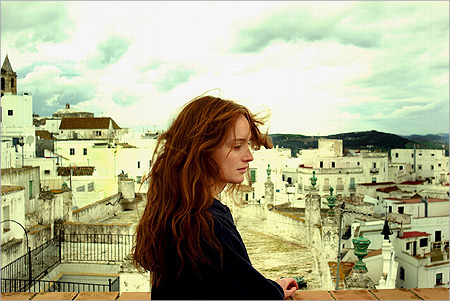
Lotte Verbeek incarne Katarina Rostova
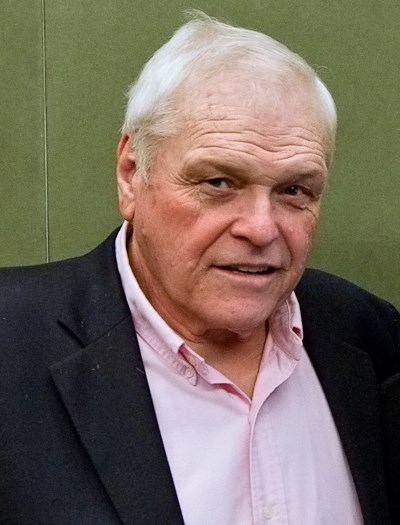
Brian Dennehy incarne Dom Wilkinson
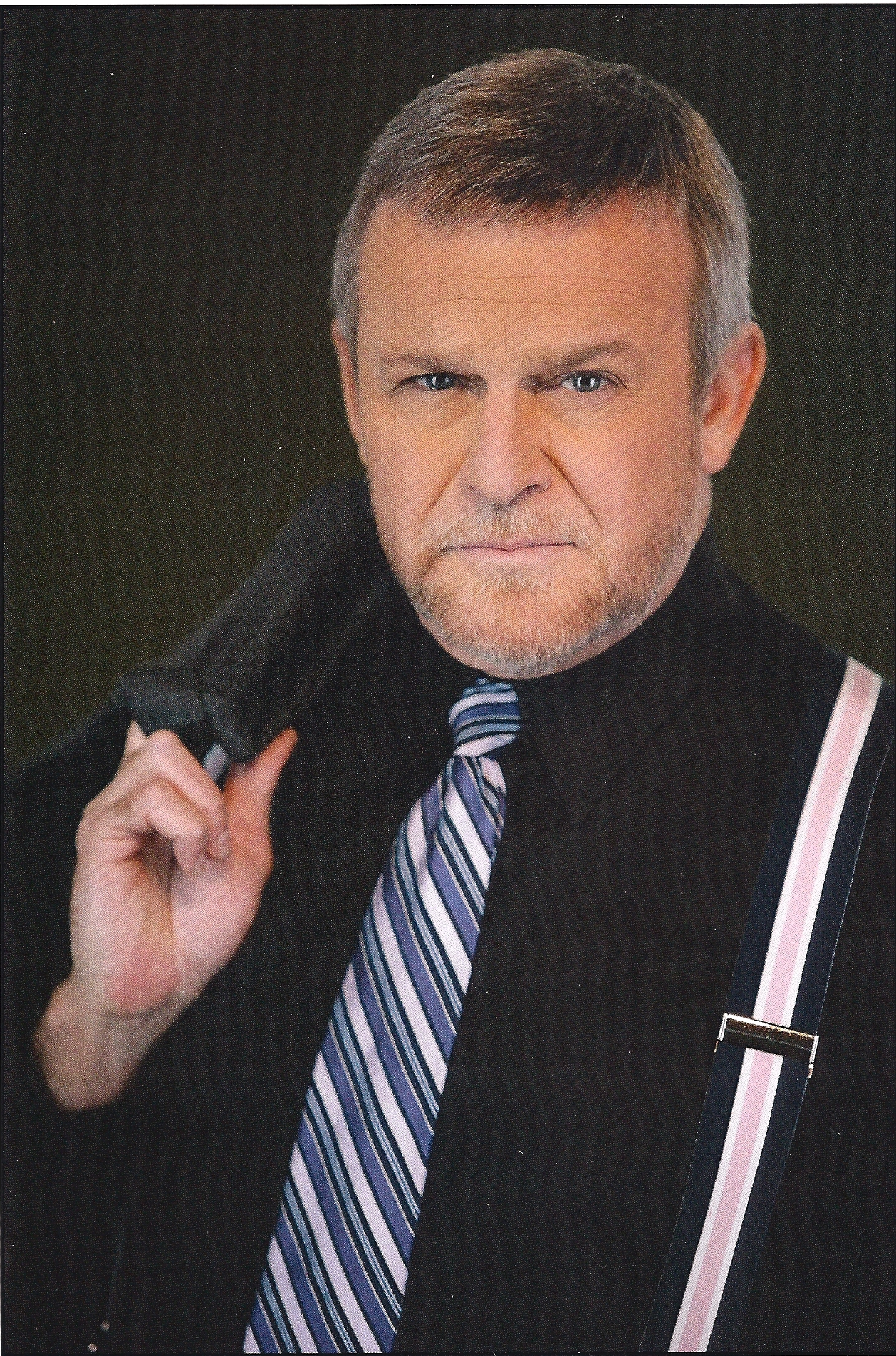
Ron Raines incarne Dom Wilkinson
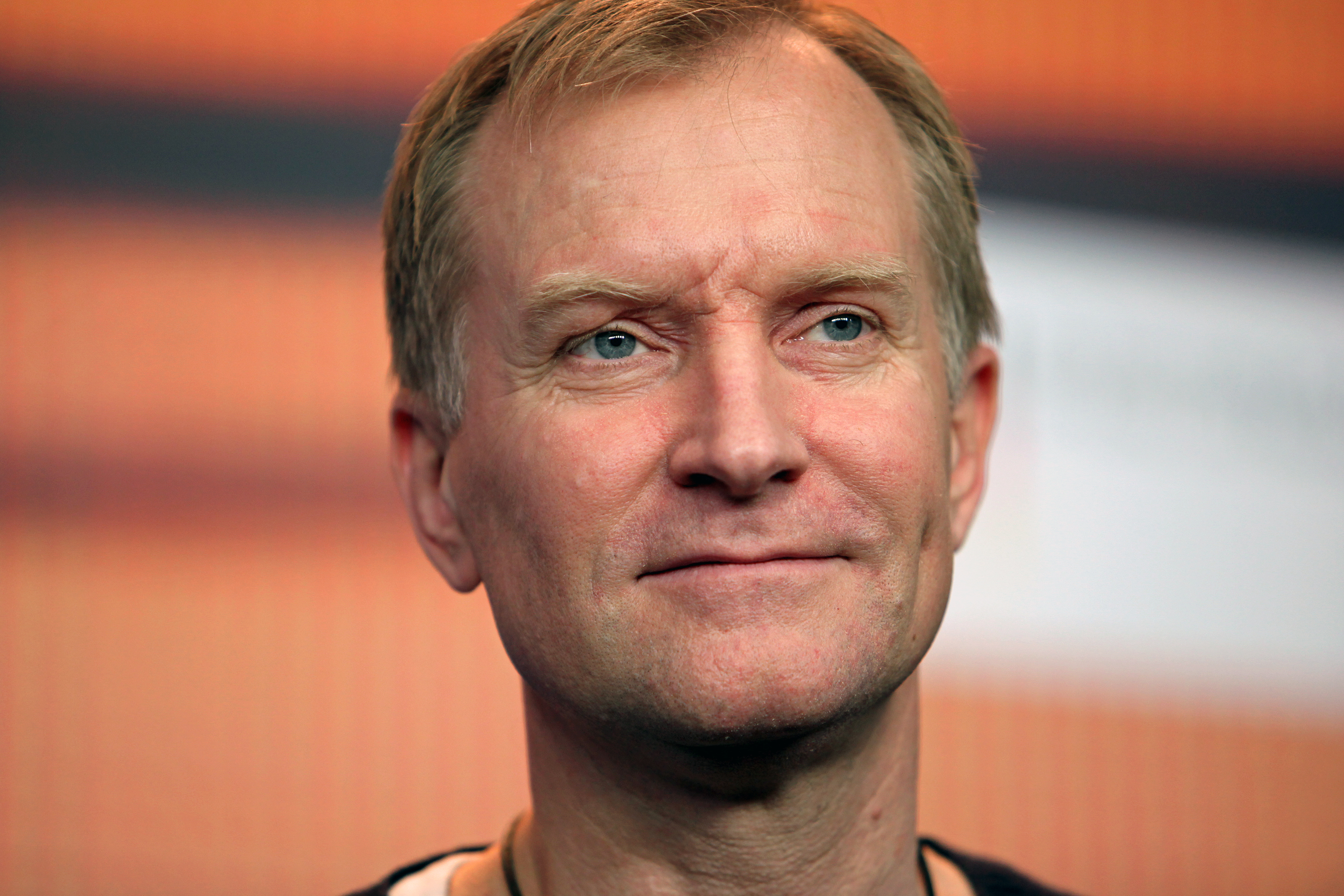
Ulrich Thomsen incarne Alexander Kirk
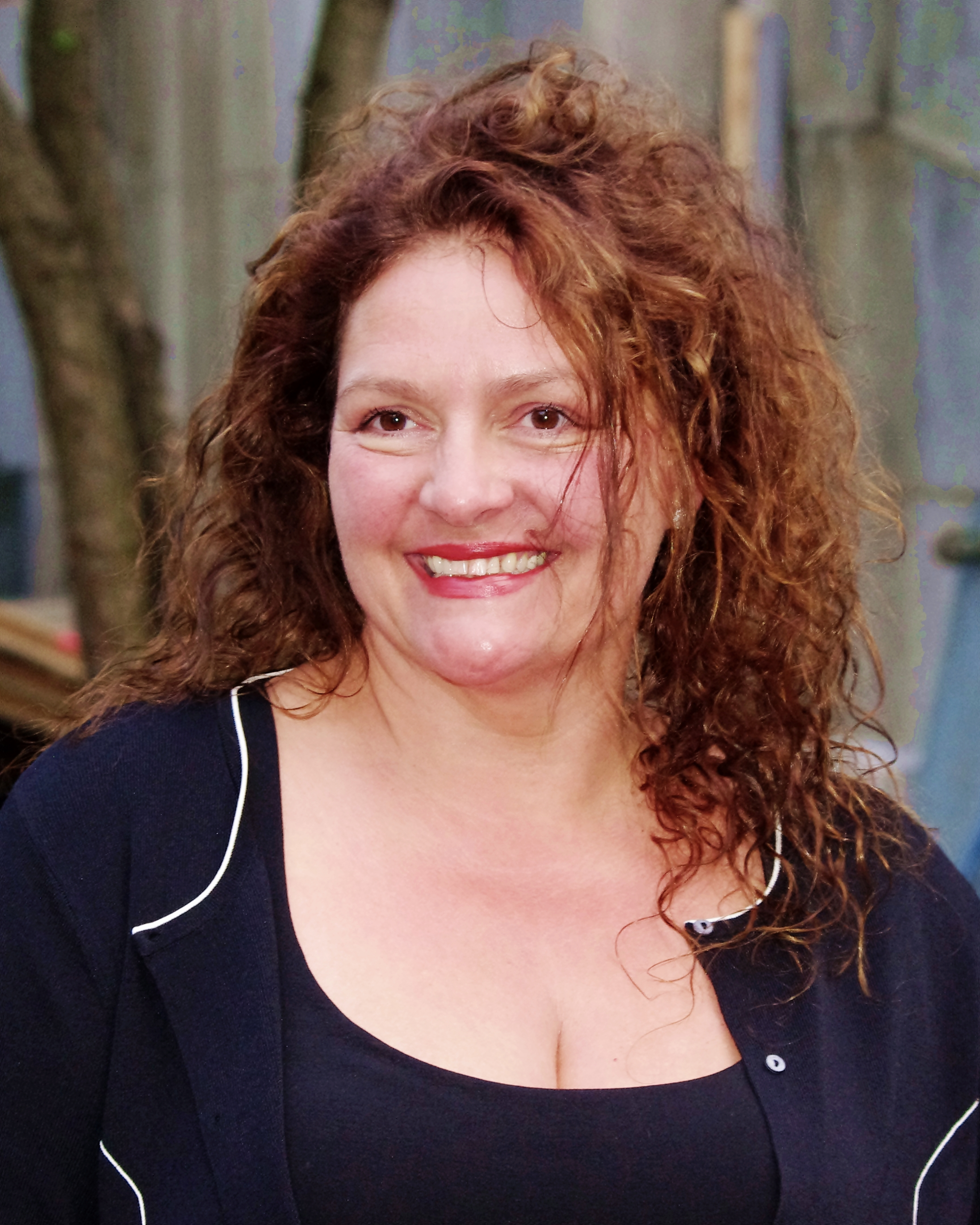
Aida Turturro incarne Heddie Hawkins
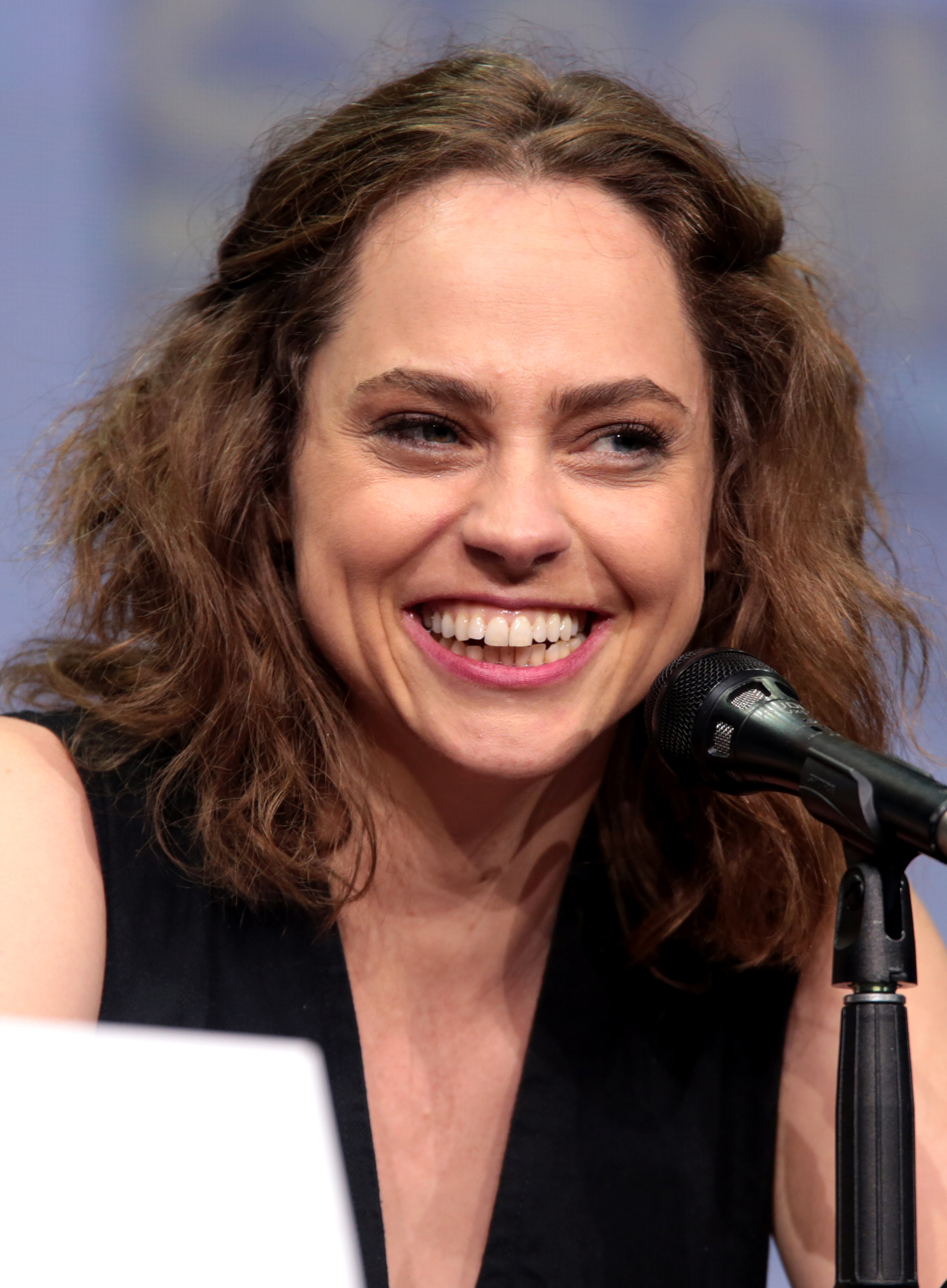
Fiona Dourif incarne Lillian Roth
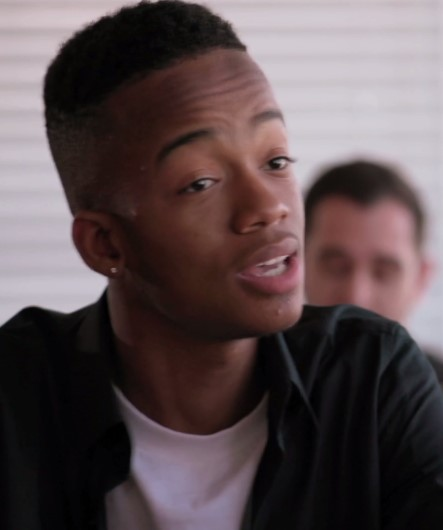
Coy Stewart (en) incarne Vontae Jones
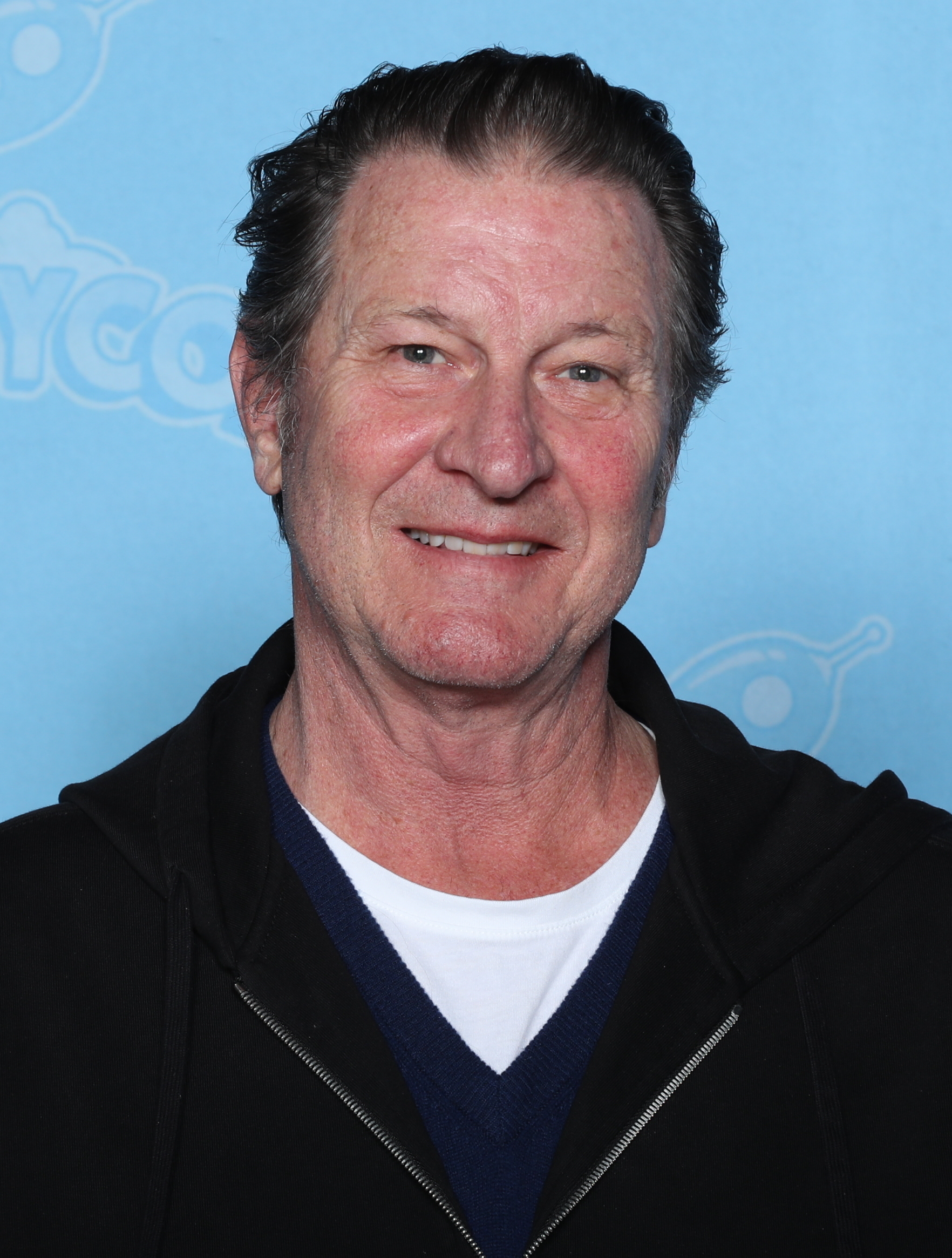
Brett Cullen incarne Frank Bloom / Ilya Koslov
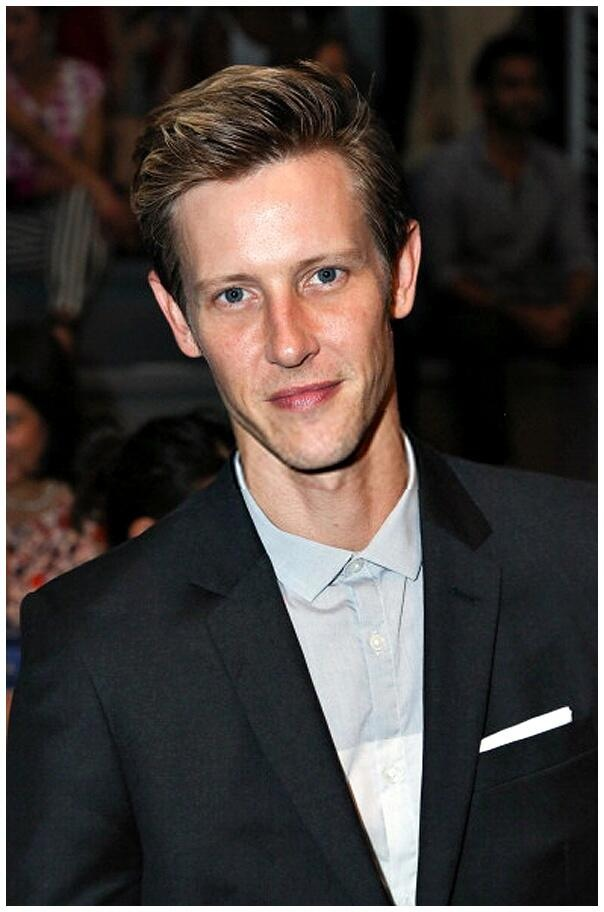
Gabriel Mann incarne Ilya Koslov, jeune

### Invités

#### Plusieurs apparitions
- Margarita Levieva (VF : Barbara Delsol) : Gina Zanetakos (épisode 6 - saison 1 et épisodes 13, 14, 16 et 17 - saison 3)
- Dikran Tulaine (en) (VF : Stefan Godin) (1re voix), (VF : Gérard Surugue) (2e voix) : Maxwell Rudigger (épisodes 6 et 9 - saison 1, épisode 16 - saison 2, épisodes 2, 13 et 22 - saison 6)
- Geraldine Hughes (VF : Nathalie Homs) : Dr Nina Buckner (épisodes 7 et 21 - saison 1, épisode 12 - saison 4)
- David Zayas (VF : Enrique Carballido) : Manny Soto (épisode 7 - saison 1, épisode 1 - saison 4 et épisode 1 - saison 9)
- William Sadler (VF : Jean-Bernard Guillard) : Sam Milohan, père adoptif d'Elizabeth (épisodes 8 et 9 - saison 1, épisode 17 - saison 4, épisode 19 - saison 6)
- Jennifer Ehle (VF : Micky Sébastian) : Madeline Pratt (épisode 14 - saison 1 et épisode 14 - saison 2)
- Jason Butler Harner (VF : Jean-Pol Brissart) : Walter Gary Martin (épisodes 14, 21 et 22 - saison 1 et épisode 1 - saison 2)
- Gloria Reuben (VF : Julie Dumas) : Dr Selma Orchard (épisode 10 - saison 2 et épisode 19 - saison 4)
- Kevin Weisman (VF : Jérôme Pauwels) : Dr Jeffrey Maynard (épisodes 17 et 20 - saison 2, épisode 12 - saison 3)
- Oded Fehr (VF : Yann Guillemot) : l'agent Levi Shur (épisode 7 - saison 3, épisode 9 - saison 4, épisodes 13 et 14 - saison 6)
- Famke Janssen (VF : Juliette Degenne) : Susan « Scottie » Hargrave (épisodes 20 à 22 - saison 3, épisode 9 - saison 5)
- Raoul Trujillo (VF : François Siener) : Mato (épisode 23 - saison 3, épisodes 1 et 2 - saison 4)
- Rade Serbedzija : Dr Bogdan Krilov (épisode 19 - saison 4 et épisode 10 - saison 7)
- David Wilson Barnes (en) (VF : Xavier Béja) : Spalding Stark (épisode 3 - saison 6, épisode 5 - saison 7)
- Stacy Keach (VF : Jean Barney) : Robert Vesco (épisode 13 - saison 6 et épisode 3 - saison 9)
- Joely Richardson (VF : Déborah Perret) : Cassandra Bianchi (épisode 12 - saison 7 et épisode 13 - saison 9)
- Laverne Cox (VF : Armelle Gallaud) : le docteur Laken Perillos (épisode 10 - saison 8 et épisode 6 - saison 10)

 Source et légende : version française (VF) sur RS Doublage, Doublage Séries Database, Doublagissimo et AlloDoublage.

## Développement

### Production
Après avoir montré une présentation du pilote au Comic-Con, les producteurs ont révélé que l'idée pour la série est venue de la capture de Whitey Bulger, qui est la source d'inspiration pour le personnage de Raymond Reddington. Le projet a été présenté à NBC en août 2012 qui achète les droits auprès de Sony Pictures Television. Le 22 janvier 2013, NBC a commandé le pilote, puis a commandé la série le 10 mai 2013 et lui a attribué deux jours plus tard la case horaire du lundi à 22 h à l'automne. Lorsque le pilote de la série est testé par NBC auprès d'un panel de téléspectateurs, au printemps 2013, il obtient les meilleurs retours qualitatifs enregistrés par le network au cours de ces dix dernières années, selon les responsables de la chaîne à la presse,.
Le tournage de la dixième saison a commencé en septembre 2022, comme l'avait prévu le directeur de la série Tom Scutro. Le 6 octobre, le tournage du 4e épisode de la saison, qui est aussi le 200e au total, a été achevé et célébré par un événement spécial sur le plateau de Chelsea Piers, où se trouve le quartier général de la Task Force.
Lors de la publication du programme d'automne de NBC le 26 mai 2022, il a été révélé que la série ne serait pas diffusée avant la mi-saison, ce qui n'avait pas été le cas que pour la saison 6 auparavant. Le 7 novembre, il a été établi que la série serait diffusée pour la première fois le dimanche 26 février 2023 à 20 h.

### Attribution des rôles
Jon Eisendrath a déclaré que le processus de la distribution des rôles a été difficile. Le 27 février 2013, le rôle de Reddington a été offert à Kiefer Sutherland, qui décline l'offre. Après avoir cherché d'autres acteurs pour le rôle, Eisendrath et Bokenkamp appellent James Spader pour voir s'il est intéressé. Se sentant confiants face à la compréhension du personnage par Spader, ils l'engagent trois jours avant le début du tournage.
Megan Boone a pris une semaine pour préparer son audition pour le rôle d'Elizabeth Keen. Sentant que son audition initiale était l'une des meilleures de sa carrière, l'actrice est rappelée plus tard pour d'autres auditions. En mars 2013, il est confirmé que Boone a accepté le rôle qui est le premier rôle féminin de la série.
Les rôles ont été attribués dans cet ordre : Megan Boone, Ryan Eggold, James Spader, Diego Klattenhoff, Harry Lennix et Ilfenesh Hadera. En juillet 2013, Parminder Nagra rejoint la distribution principale.
Récurrent lors de la première saison, Amir Arison a été promu à la distribution principale en mai 2014.
En juillet 2014, Mozhan Marnò obtient le rôle régulier de Samar Navabi, une ancienne agent du Mossad et une espionne intuitive qui n'hésite pas à aller au face-à-face avec Reddington.
Fin mars 2015, Hisham Tawfiq, interprète de Dembe, est promu à la distribution principale dès la troisième saison après avoir été récurrent durant les deux premières saisons.
Le 7 mai 2020, Laura Sohn, interprète de l'agent Alina Park depuis la septième saison, vient d'être promue à la distribution principale à partir de la huitième saison.

### Tournage
La série est tournée essentiellement dans l'État de New York à Pleasantville, Long Beach et Long Island et ce malgré les plans de la capitale, Washington D.C.. Elle est tournée dans le même studio à Manhattan où fut tournée New York, police judiciaire pendant vingt ans. Le producteur Richard Heuss a dit qu'ils ont filmé les endroits spécifiques de Washington pour la série parce qu'ils étaient des « emplacements américains emblématiques ». Ces sites incluent le Lincoln Memorial, le Washington Monument et le National Mall.
La série est filmée en format 4K, utilisant des caméras Sony PMW-F55 adaptées pour utiliser des lentilles Panavision. Le montage se fait sur Avid Media Composer qui permet au monteur Christopher Brookshire d'avoir « un regard très distinctif sur le rythme » de la série. Une moyenne de trois caméras sont utilisées à un moment donné, mais leur nombre peut aller jusqu'à six simultanément.

Les monuments présent dans la série
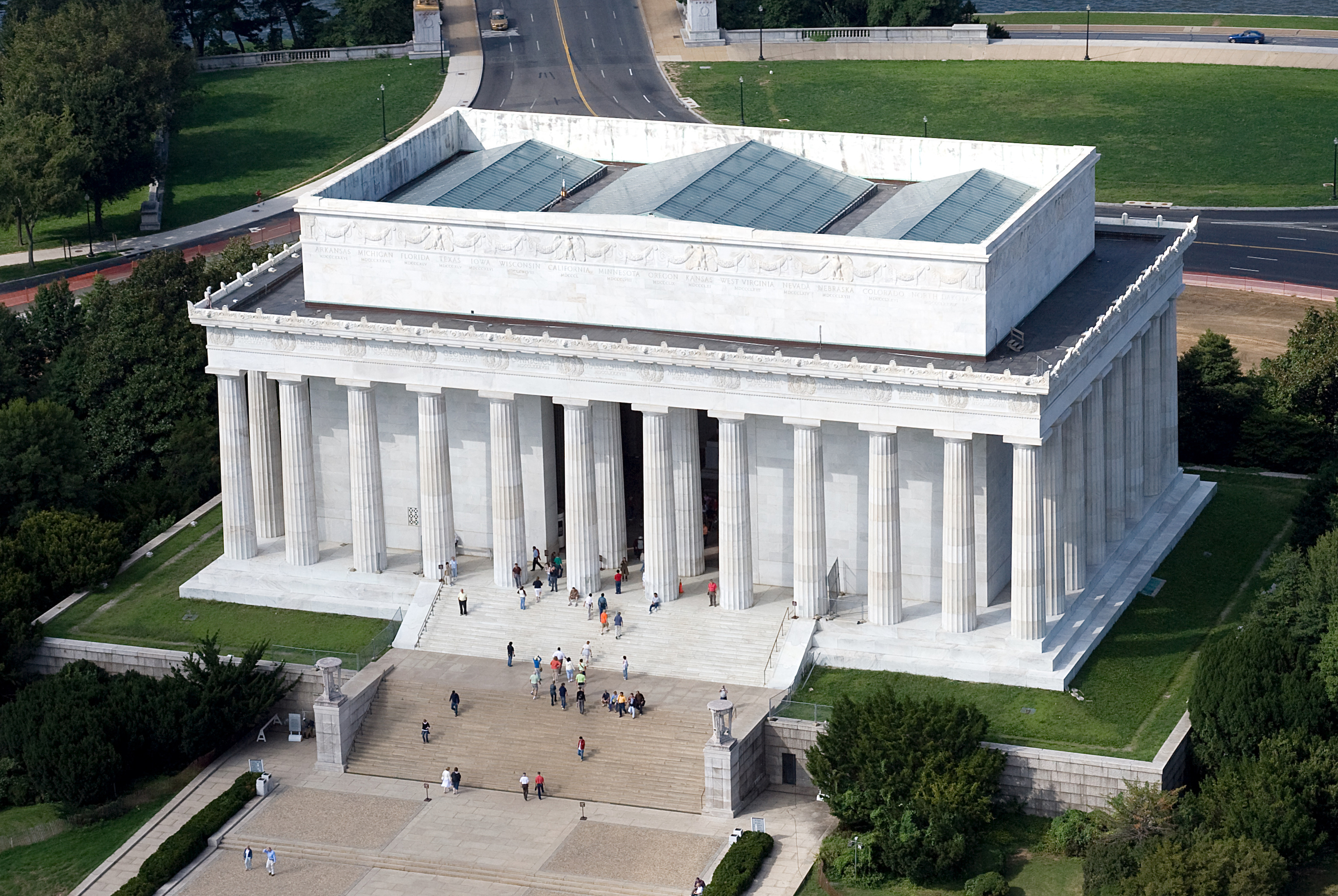
Le Lincoln Memorial Reflecting Pool
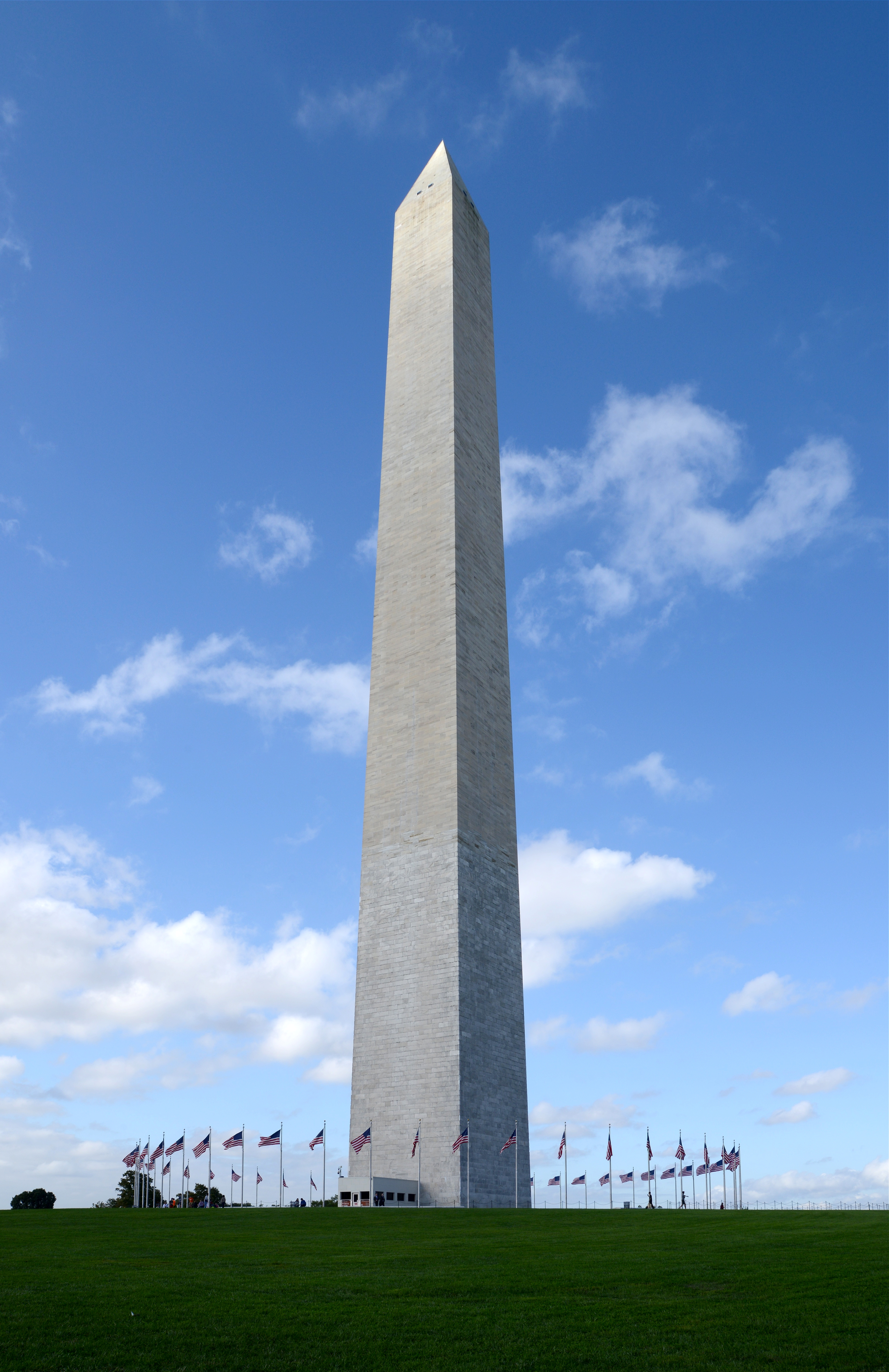
Le Washington Monument
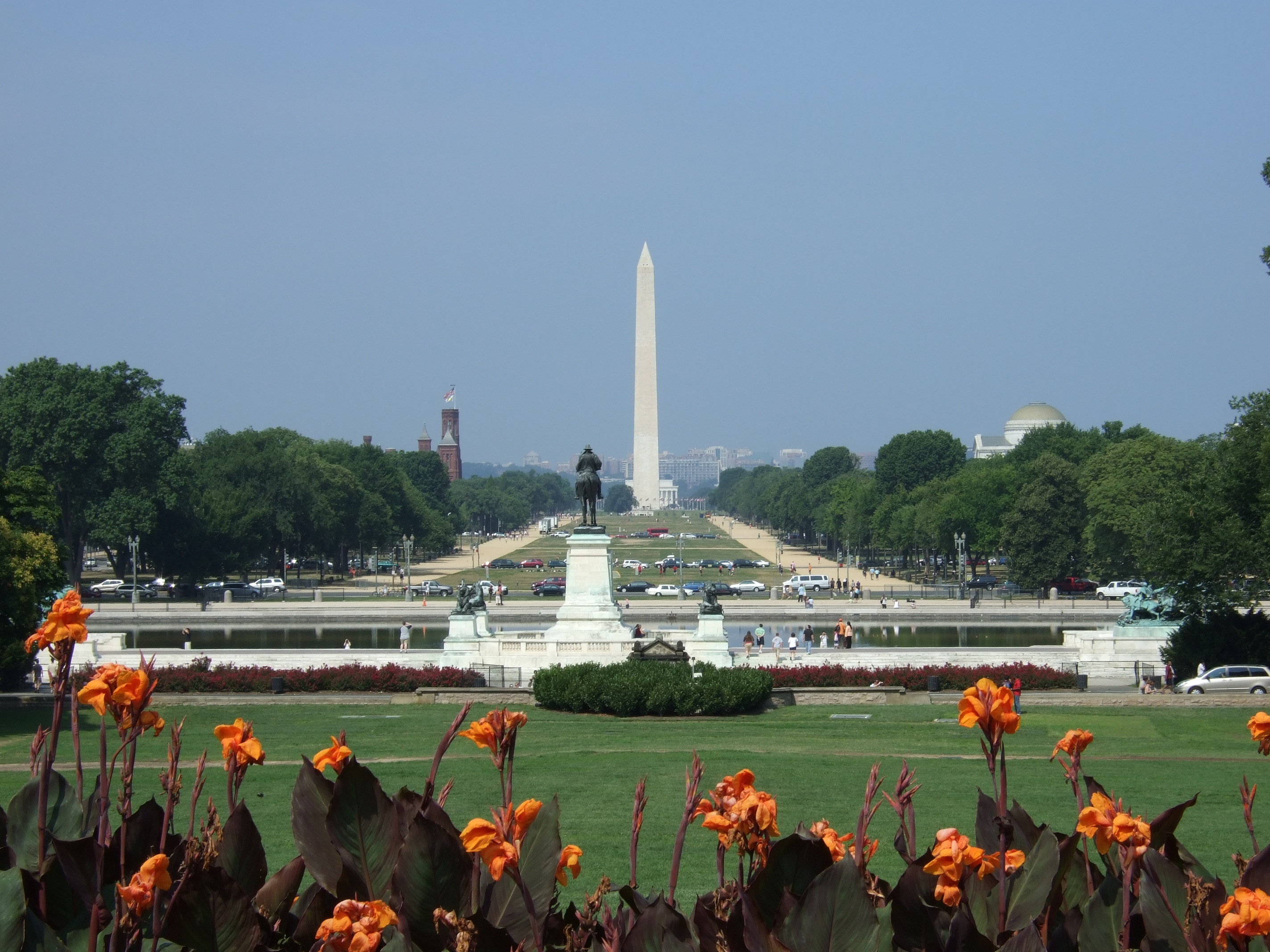
Le National Mall
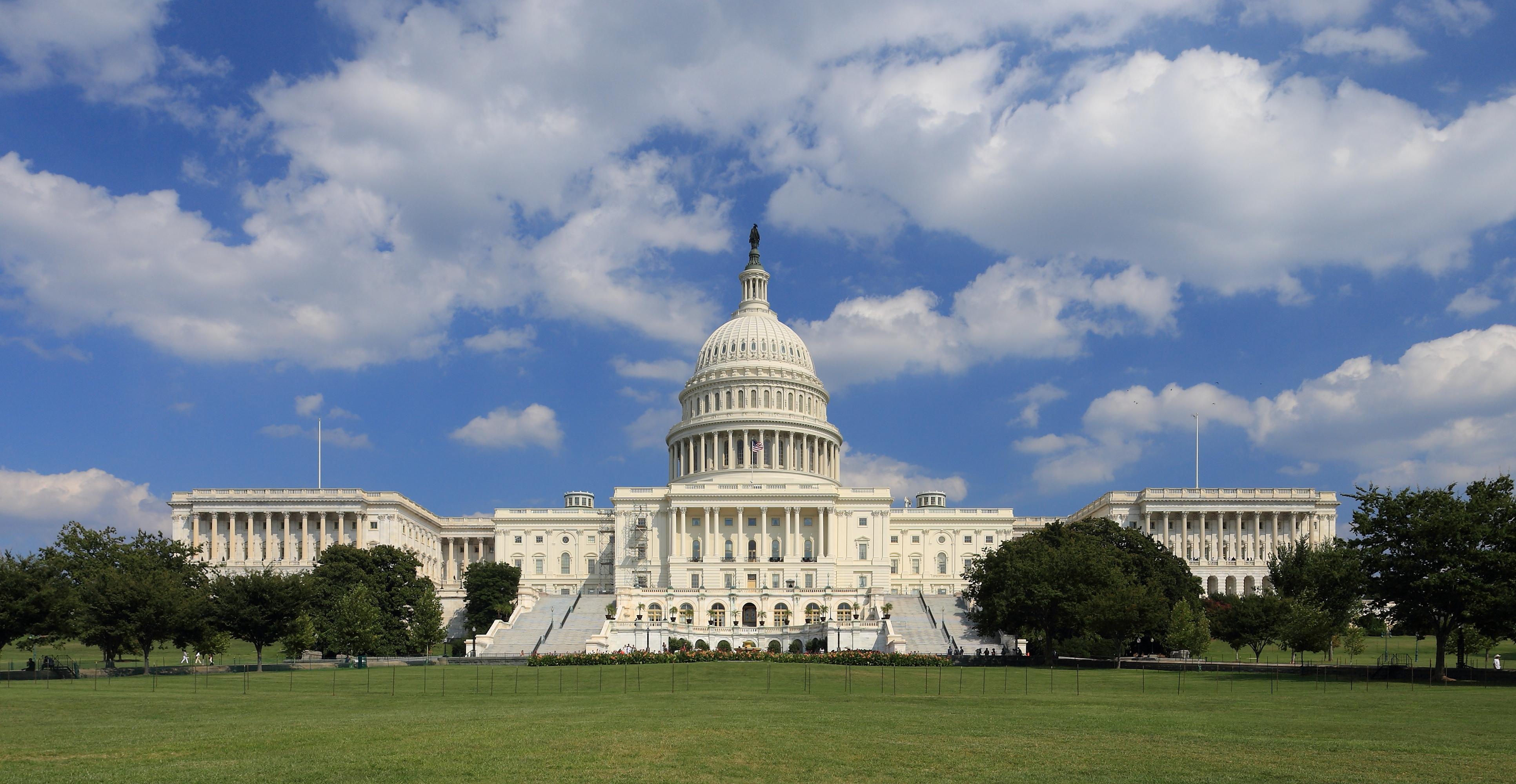
Le Capitole

## Fiche technique

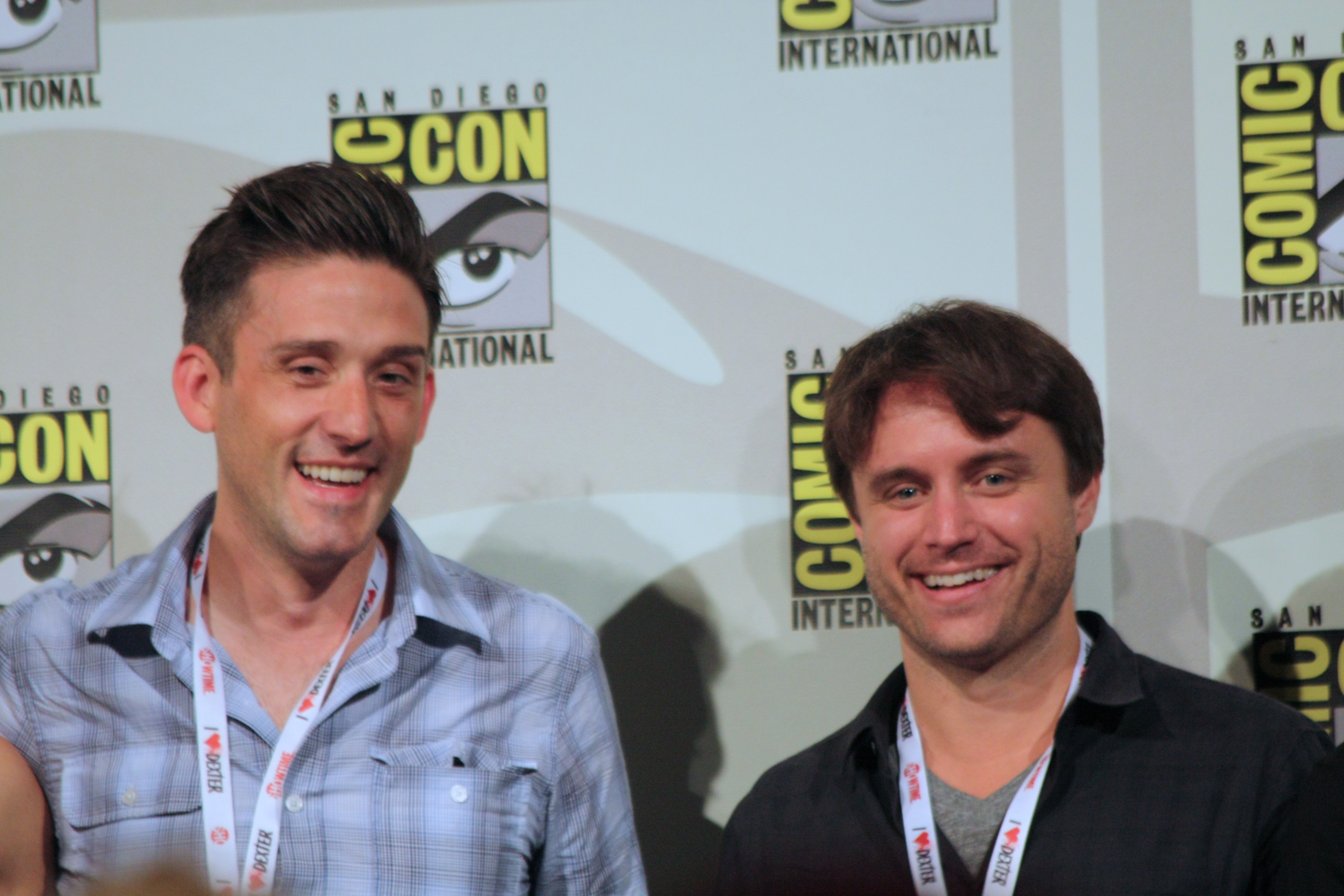
Jon Bokenkamp (à gauche) et John Fox, créateurs et producteurs délégués de la série.

Sauf indication contraire, les informations mentionnées dans cette section peuvent être confirmées par la base de données cinématographiques IMDb,  présente dans la section « Liens externes ».

### Équipe technique
- Création : Jon Bokenkamp
- Réalisation : Michael W. Watkins, Andrew McCarthy, Bill Roe.
- Scénario : Jon Bokenkamp, Taylor Martin, Kelli Johnson, Brandon Margolis, Noah Schechter, Marisa Tam, John Eisendrath, Aiah Samba, Dave Metzger, Sam Christopher, Brian Studler, Nicole Phillips, J.R. Orci
- Production :
  - Délégué : Taylor Martin, Kelli Johnson, Brandon Margolis, Brandon Sonnier, Noah Schechter, Amanda Kate, Brian Studler, Jason George, Lukas Reiter, Jon Bokenkamp, John Davis, John Eisendrath, John Fox, Laura Benson, J.R. Orci, James Spader, Michael W. Watkins, Daniel Cerone, Carla Kettner et Joe Carnahan
  - Exécutif : Zee Hatley, Breanna Mosley, Katrin L. Goodson, Bonnie Finnegan, Steven Jacobs et Alejandro Espinoza.
  - Sociétés de production : Davis Entertainment, Universal Television et Sony Pictures Television
- Direction artistique : Bradley Schmidt et James Bolenbaugh
- Photographie : Michael Caracciolo, Saade Mustafa, Eric Moynier, Arthur Albert, Frank Prinzi, Derek Walker, Yasu Tanida et Peter Reniers
- Montage : Chris Brookshire, Nathan Gunn, Jason Hellmann, David Post, Harvey Rosenstock, Amy M. Fleming, Orlando Machado Jr, Emily Greene et Elyse Holloway
- Casting : Jessica Kelly, Suzanne Smith, Debi Manwiller et Richard Pagano
- Effets visuels : Adam Schwartz, Brian Kubovcik, Michaela Dehning, Lauren Montuori, Paul A. Baccam, Ariel Altman, Tony Rivas, Steven J. Kenny, Lindsay Seguin, Cynthia Ludwig, Mike Gaines, Rafael Garrido, Valeriy Nabilskiy, Stacey S. Clipp
- Société d'Effets Visuels : Zoic Studios et Rampage VFX puis FuseFX
- Décors : Andrew Jackness et Nicholas Lundy
- Costumes : Christine Bean et Alex McBean
- Musique : Dave Porter et James S. Levine

### Spécifications techniques
- Pays d'origine :  États-Unis
- Langue originale : anglais
- Diffuseur : NBC
- Durée : 42 minutes
- Lieux de tournage : Pleasantville, Long Beach et Long Island dans l'État de New York.
- Format : filmé en numérique avec des caméras Sony CineAlta PMW-F55, Arricam LT et ST, Panavision Primo et Angénieux Optimo Lenses ; diffusé en 16:9 HD et TVHD puis en 4K UHDTV (depuis 2016) avec son stéréo
- Genre : Drame, policier, thriller, action
- Budget : 3 440 000 $ (par épisode)[50],[51]
- Sociétés de distribution (télévision) : voir la section diffusion
- Public :
  -  États-Unis : interdit aux moins de 14 ans
  -  France : déconseillé aux moins de 10 ou 12 ans (selon les épisodes)
  -  Belgique : déconseillé aux moins de 12 ans

#### Version française
- Société de doublage : Cinéphase / Audiophase[14],[15],[17]
- Direction artistique : Nathalie Raimbault[15] (saison 1 à 5) puis Pierre-François Pistorio[15] (à partir du milieu de la saison 5) et Ivana Coppola (saison 10)
- Adaptation des dialogues : Flaminio Corcos et Sabine Kremer[15] (saison 1 à 6) et William Coryn[14] (saison 2 à saison 4)
- Mixage et enregistrement : Jean-Yves Rousseau[15] (saison 1 à 6), Grégory Erb[17] et Thierry Gault[17]

## Diffusions
- Le 28 août 2014, Netflix a acheté les droits de la série pour un coût de 2 millions de $ par épisode à la Sony Pictures TV[52],[53],[54]. Cependant, la diffusion des nouveaux épisodes a été très variable en raison de la réduction des droits de Netflix devant les chaînes de télévision locales ; elle a été principalement basée sur le lieu et la langue locale.

### Diffuseurs régionaux
En Asie et en Océanie, la série est diffusée par AXN Asia ; la dixième saison a débuté le 26 février 2023 et sera diffusée simultanément avec NBC. Cela exclut le Japon, où seules deux saisons ont été diffusées par AXN Japan, bien que les épisodes les plus récents aient été programmés pour être diffusés à partir du 18 juillet 2022.
La chaîne russe Sony Turbo, l'une des trois chaînes de Sony en Russie, a également diffusé les quatre premières saisons de la série avant de fermer ses portes le 24 juin 2021.
En Turquie, Sony Channel Turkey a également diffusé la série avant de fermer.
En Hongrie, la chaîne Viasat 3, propriété de Sony, a diffusé les deux premières saisons de la série, la deuxième saison ayant été diffusée pour la première fois le 16 avril 2015.

### Diffusion en Amérique du Nord
Aux États-Unis et au Canada, tous les épisodes étaient disponibles à l'achat sur Prime Video. Les nouveaux épisodes ont été diffusés sur Peacock le lendemain de leur diffusion sur NBC.
La série est diffusée en simultané sur le réseau Global au Canada,.
La neuvième saison a débuté le 6 octobre 2022 (aux États-Unis) et le 21 septembre 2022 (au Canada) sur Netflix, avant la première de la saison 10.
| Saison | Épisodes | Jour et heure (US)                                                            | États-Unis        | États-Unis      | États-Unis | Canada            | Canada          | Canada |
| Saison | Épisodes | Jour et heure (US)                                                            | Début de saison   | Fin de saison   | Chaîne     | Début de saison   | Fin de saison   | Chaîne |
| ------ | -------- | ----------------------------------------------------------------------------- | ----------------- | --------------- | ---------- | ----------------- | --------------- | ------ |
| 1      | 22       | Lundi 22 h                                                                    | 23 septembre 2013 | 12 mai 2014     | NBC        | 23 septembre 2013 | 12 mai 2014     | Global |
| 2      | 22       | Lundi 22 h (ép. 1 à 8) Dimanche 22 h 38 (ép. 9) puis Jeudi 21 h (ép. 10 à 22) | 22 septembre 2014 | 14 mai 2015     | NBC        | 22 septembre 2014 | 14 mai 2015     | Global |
| 3      | 23       | Jeudi 21 h                                                                    | 1er octobre 2015  | 19 mai 2016     | NBC        | 1er octobre 2015  | 19 mai 2016     | Global |
| 4      | 22       | Jeudi 22 h                                                                    | 22 septembre 2016 | 18 mai 2017     | NBC        | 22 septembre 2016 | 18 mai 2017     | Global |
| 5      | 22       | Mercredi 20 h                                                                 | 27 septembre 2017 | 16 mai 2018     | NBC        | 27 septembre 2017 | 16 mai 2018     | Citytv |
| 6      | 22       | Jeudi 22 h (ép. 1) vendredi 21 h, Vendredi 20 h (ép. 8, 13, 18, 20 à 22)      | 3 janvier 2019    | 17 mai 2019     | NBC        | 4 janvier 2019    | 17 mai 2019     | Global |
| 7      | 19       | Vendredi 20 h                                                                 | 4 octobre 2019    | 15 mai 2020     | NBC        | 4 octobre 2019    | 15 mai 2020     | Global |
| 8      | 22       | Vendredi 20 h (ép. 1 à 20) Mercredi 22 h (ép. 21 et 22)                       | 13 novembre 2020  | 23 juin 2021    | NBC        | 13 novembre 2020  | 23 juin 2021    | Global |
| 9      | 22       | Jeudi 20 h (ép. 1 à 9) Vendredi 21 h (ép. 10 à 22)                            | 21 octobre 2021   | 27 mai 2022     | NBC        | 21 octobre 2021   | 27 mai 2022     | Global |
| 10     | 22       | Dimanche 22 h (ép. 1 à 14) Jeudi 22 h (ép. 15 à 22)                           | 26 février 2023   | 13 juillet 2023 | NBC        | 26 février 2023   | 13 juillet 2023 | Global |

### Dans les pays francophones
En Suisse, elle est diffusée depuis le 20 juillet 2014 sur RTS Un pour les deux premières saisons,, puis sur RTS Deux.
En Belgique depuis le 19 août 2014 sur RTL-TVI pour les quatre premières saisons et depuis le 17 octobre 2019 sur Club RTL à partir de la cinquième saison.
En France depuis le 27 août 2014 sur TF1, puis rediffusée à partir du 22 novembre 2016 sur Série Club, et à partir du 16 septembre 2020 sur NRJ12,,. Netflix rediffuse toutes les saisons, y compris la saison 9.
Toutefois, Canal+ diffuse la série en VoD sur sa plateforme MyCanal ainsi que Netflix, qui a la série dans son catalogue, diffuse pour la première fois la saison 9 le 31 mars 2023,.
Au Québec, la série est diffusée depuis le 22 janvier 2015 sur le réseau TVA.
Dans la plupart des pays francophones d'Afrique, la huitième a été diffusée sur Netflix le 13 novembre 2022.
| Saison | Nombre d'épisodes | Diffusion Française                                      | Diffusion Française | Diffusion Française | Diffusion Française |
| Saison | Nombre d'épisodes | Jour et horaire de diffusion                             | Début de saison     | Fin de saison       | Chaîne              |
| ------ | ----------------- | -------------------------------------------------------- | ------------------- | ------------------- | ------------------- |
| 1      | 22                | Mercredi 20 h 55                                         | 27 août 2014        | 15 octobre 2014     | TF1                 |
| 2      | 22                | Mercredi 20 h 55                                         | 26 août 2015        | 13 juillet 2016     | TF1                 |
| 3      | 23                | Mercredi 20 h 55                                         | 13 juillet 2016     | 7 septembre 2016    | TF1                 |
| 4      | 22                | Mercredi 21 h puis 23 h 30                               | 24 janvier 2018     | 8 mars 2018         | TF1                 |
| 5      | 22                | Mercredi 23 h 30                                         | 12 septembre 2018   | 25 octobre 2018     | TF1                 |
| 6      | 22                | Mardi 23 h 35 puis 22 h 50 Mercredi 23 h 40 Jeudi 0 h 25 | 14 mai 2019         | 5 mars 2020         | TF1                 |
| 7      | 19                | Lundi 20 h 55                                            | 8 mars 2021         | 19 avril 2021       | Série Club          |
| 8      | 22                | Samedi 21 h                                              | 15 janvier 2022     | 27 février 2022     | Série Club          |
| 9      | 22                | VOD                                                      | 31 mars 2023        | 31 mars 2023        | Netflix             |
| 10     | 22                | VOD                                                      | 1er mars 2024       | 1er mars 2024       | Netflix             |

### Dans le monde
En Australie, les droits de diffusion appartiennent à 7 Network, où la neuvième saison a été diffusée pour la première fois le 26 mars 2022.
En Nouvelle-Zélande, la première saison est diffusée sur TV3 depuis le 2 février 2014 et la seconde le 23 septembre.
Au Royaume-Uni et en Irlande, la première saison est diffusée sur Sky Living le 4 octobre 2013 et la seconde le 3 octobre 2014 mais elle est déprogrammée de la Sky One, puis le groupe Sky reprend les droits de diffusion de la neuvième saison, et elle a été projetée pour la première fois le 11 mai 2022 sur Sky Max (en).
Netflix détient les droits de diffusion des saisons 1 à 8 : aux États-Unis, Canada, en Allemagne, en Australie, en Amérique Latine, en Finlande, en France, en Inde, au Pakistan, en Suisse, en Grèce, Suède, Belgique, aux Pays-Bas, Nouvelle-Zélande et la Norvège.
Dans les pays germanophone et au Luxembourg, la neuvième saison est sortie le 26 juin 2022.
Aux Pays-Bas, la neuvième saison est sortie le 3 décembre 2022 puis la dixième saison est diffusée sur Videoland à partir du 6 mars 2023.
Dans les pays scandinaves ainsi qu'en Espagne, la neuvième saison est sortie le 23 octobre 2022
En Amérique latine, la date de la première de la huitième saison était prévue pour le 18 juillet 2021, mais elle a été reportée au 1er juin 2022
Certains pays où le doublage est en langue nationale n'ont pas violé les droits des radiodiffuseurs, donc été autorisés à diffuser de nouveaux épisodes en même temps que NBC. Pour la neuvième saison, ces pays comprenaient l'Inde, Israël, la Corée du Sud, la Hongrie, la Pologne, la Russie, l'Ukraine et le Japon.
Netflix possède également les droits de diffusion en continu des neuf saisons en Grèce et en Australie.
En Italie, les sept premières saisons et les dix-sept premiers épisodes de la huitième saison ont été diffusés sur Fox Crime (italienne) avant d'être transférés sur le groupe Sky, propriété du groupe Sky Investigation, qui a diffusé les cinq derniers épisodes de la huitième saison et la neuvième saison, qui a été divisée en deux parties et dont la première a eu lieu respectivement le 19 décembre 2021 et le 3 juillet 2021.
Dans presque tous les pays, les nouvelles saisons se sont hissées dans le top 10 local et y sont généralement restées plus d'une semaine. Les huitième et neuvième saisons ont enregistré les meilleures performances en Roumanie, en Grèce, au Royaume-Uni et dans les pays germanophones.
| Pays        | Depuis le         | Chaîne de télévision                              |
| ----------- | ----------------- | ------------------------------------------------- |
| Allemagne   | 2013-2018         | RTL Crime                                         |
| Malaisie    | 2013              | AXN (en)                                          |
| Philippines | 2013              | AXN (en)                                          |
| Pologne     | 2013              | AXN (Europe)                                      |
| Singapour   | 2013              | AXN (en)                                          |
| Taïwan      | 2013              | AXN (en)                                          |
| Hong Kong   | 2013              | AXN                                               |
| Hong Kong   | 8 juillet 2014    | TVB Pearl                                         |
| Royaume-Uni | 4 octobre 2013    | Sky Living                                        |
| Espagne     | 15 décembre 2013  | Canal+ España                                     |
| Italie      | 2013 - 2020       | Fox Crime (Italy) (en) puis sur Sky Investigation |
| Estonie     | 2019              | Kanal 2                                           |
| Estonie     | 2020              | Kanal 12                                          |
| Uruguay     | 2014              | Canal 4                                           |
| Allemagne   | 26 novembre 2013  | RTL Crime                                         |
| Allemagne   | 21 janvier 2014   | RTL                                               |
| Pays-Bas    | 2014-2015         | RTL4 (saison 1 et 2)                              |
| Pays-Bas    | 2016              | RTL5                                              |
| Australie   | 30 septembre 2013 | Seven Network                                     |
| Inde        | 2013              | Star India                                        |
| Inde        | 2013              | Star World Premiere (en)                          |
| Japon       | 2013              | Super! Drama TV                                   |
| Danemark    | 2013              | TV3 (Denmark) (en)                                |
| Norvège     | 2013              | TV3                                               |
| Suède       | 17 octobre 2013   | TV3                                               |
| Finlande    | 4 mars 2014       | TV5 (Finland) (en)                                |
| Belgique    | 24 novembre 2013  | Vier (région flamande)                            |
| Hongrie     | 16 avril 2014     | Viasat 3 (en)                                     |
| Brésil      | 23 septembre 2013 |                                                   |
| Mexique     | 25 septembre 2013 |                                                   |

- « Titres internationaux » (dates de sortie), sur l'Internet Movie Database
- « Sociétés de distribution » ((en) sociétés de production et de distribution), sur l'Internet Movie Database

## Intrigues des saisons
La série comporte dix saisons composées chacune de vingt-deux à vingt-trois épisodes, à l'exception de la septième saison qui en compte dix-neuf en raison des restrictions liées à la Pandémie de Covid-19.
Saison 1
Raymond « Red » Reddington, l’un des fugitifs les plus recherchés par le FBI, se rend en personne au quartier général du FBI à Washington. Il affirme avoir les mêmes intérêts que le FBI : faire tomber des criminels dangereux et des terroristes. Reddington coopérera, mais insiste pour ne parler qu’à Elizabeth Keen, une profileuse inexpérimentée du FBI. Keen s’interroge sur l’intérêt soudain que Reddington lui porte, bien qu’il soutienne que Keen est très spéciale. Après que le FBI a fait tomber un terroriste supposé mort sur lequel il a fourni des informations, Reddington révèle que ce terroriste n’est que le premier de beaucoup d’autres à venir : durant les deux dernières décennies, il a fait une liste des criminels et terroristes qu'il croit introuvables par le FBI parce que ce dernier ignore leur existence. Reddington l’appelle « La Liste noire » (« The Blacklist »).
Saison 2
Au cours de cette saison, Elizabeth Keen et l'unité spéciale du FBI accueillent l'agent du Mossad Samar Navabi dans leurs rangs, tout en continuant leur coopération avec Raymond Reddington. Il s'avère que la liste de Reddington est bien plus qu'une simple convergence d'intérêts: en effet, Reddington est attaqué par Berlin, un ennemi acharné qu'il ne parvient ni à identifier, ni à vaincre, ni à raisonner, ni à acheter; par conséquent, il s'est associé au FBI, non pour étendre son empire criminel, mais simplement pour survivre et riposter. Liz va de son côté se retrouver en fâcheuse posture dans sa quête de vérité sur Reddington, qui va devoir faire face à un autre ennemi, tout aussi puissant que Berlin, si ce n'est plus: la Cabale, un groupement d'intérêts criminels occultes auquel Reddington était associé.
Saison 3
Raymond Reddington décide de mettre tout en œuvre pour faire innocenter Elizabeth Keen, qui se retrouve traquée par ses collègues après que la Cabale l'a fait accuser d'actes terroristes et après avoir abattu le procureur général Tom Connolly, membre de la même Cabale. Parallèlement, Cooper et Tom s'entraident pour retrouver le véritable coupable des crimes dont est accusée Liz.
Saison 4
Après avoir découvert qu'Elizabeth Keen, qui a décidé de tout quitter et de fuir avec mari et enfant avec Mr. Kaplan, est entre les mains d'Alexander Kirk, qui prétend être son père, Raymond Reddington et l'unité spéciale du FBI se mettent en quête de la libérer. Reddington voit également son empire menacé par Kaplan, décidée à se venger de son patron, qui lui reproche sa trahison, et à éloigner Liz de ce dernier.
Saison 5
Après avoir vu son empire détruit par Mr Kaplan, Raymond Reddington s'adjoint les services d'Elizabeth Keen, qui a découvert qu'il est son père, et de l'unité spéciale du FBI pour le reconstruire, ceci afin d'être en position de force et de préserver son influence aux yeux de l'agence. Ressler se retrouve sous la coupe d'Henry Prescott, qui lui demande de s'occuper de sales besognes. Se retrouvant en possession d'une valise déterrée par Kaplan contenant des ossements, Tom se met en quête de les identifier à ses risques et périls.
Saison 6
Liz se met en quête de découvrir la vérité sur l'homme qui se fait passer pour Raymond Reddington depuis plus de vingt ans. Ce dernier, arrêté après toutes ces années de cavale, doit faire face aux nombreux chefs d'accusation présentés contre lui dans un procès face au gouvernement américain.
Saison 7
Raymond Reddington, enlevé par Katarina Rostova, se retrouve seul en territoire hostile, ne sachant pas à qui il peut faire confiance. Katarina est prête à tout pour découvrir un secret gardé par Red et impliquant l'énigmatique Townsend Directive. Pour y parvenir, l'ancien agent du KGB s'insinue dans la vie d'Elizabeth Keen, qui vient tout juste de retrouver sa fille Agnes. La présence de Katarina risque de mettre Liz en danger et de bouleverser à jamais sa relation avec Red…
Saison 8
Dos au mur, Raymond Reddington affronte son ennemi le plus redoutable : Elizabeth Keen. De connivence avec sa mère, la tristement célèbre espionne russe Katarina Rostova, Liz doit décider jusqu'où elle est prête à aller pour découvrir pourquoi Reddington est entré dans sa vie et ce qu'est vraiment son but final. Les retombées entre Reddington et Keen auront des conséquences dévastatrices pour tous ceux qui se trouvent dans leur sillage, y compris l'unité spéciale qu'ils ont aidé à créer.
Saison 9
Durant les deux années qui ont suivi la mort d'Elizabeth Keen, l'Unité spéciale a été dissoute. Reddington, quant à lui, a fait profil bas. La plupart des membres se sont reconvertis dans un autre milieu, tandis que Dembe a rejoint le FBI. Au cours d'une enquête, Dembe se blesse et se retrouve dans l'incapacité à la résoudre seul. L'Unité se réunit à nouveau avec Reddington pour non seulement l'aider à la résoudre mais aussi poursuivre la traque des blacklistés dans le seul but de trouver le commanditaire de la mort de Keen.
Saison 10
Avant son suicide, le commanditaire de l'assassinat d'Elizabeth Keen remet un fichier à un criminel emprisonné de longue date grâce à la collaboration entre Reddington et l'unité spéciale du FBI. Une fois évadé, ce criminel en recrute d'autres pour traquer Reddington et causer sa perte. De là découle une menace pesant tant sur Reddington que sur les membres de l'unité spéciale et sur Cynthia Panabaker.

## Musique
Deux types de musiques sont utilisés à travers les épisodes de la série : les musiques originales et les musiques additionnelles.
En septembre 2018, un album composé par Dave Porter est sorti sous le label Madison Gate Records
| 1.  | Liz Under Fire            | 2:17 |
| 2.  | Kidnapping MacNamara      | 2:11 |
| 3.  | The Brain is Everything   | 3:16 |
| 4.  | Assembling the Bad Guys   | 1:55 |
| 5.  | Grabbing the Hatchet      | 2:45 |
| 6.  | Collapse Into Rubble      | 1:30 |
| 7.  | No One Size Fits All      | 1:46 |
| 8.  | On the Dot                | 2:13 |
| 9.  | Reunion                   | 1:46 |
| 10. | My Confessor              | 1:36 |
| 11. | Cape May                  | 5:09 |
| 12. | A Hundred Cons            | 2:19 |
| 13. | Running to the Beach      | 1:55 |
| 14. | Agnes                     | 2:06 |
| 15. | What Would You Do?        | 1:45 |
| 16. | Man of Decisive Action    | 3:44 |
| 17. | Fundamental Problems      | 2:37 |
| 18. | Gone Too Far              | 2:04 |
| 19. | Mister Solomon            | 2:07 |
| 20. | Collection of Cells       | 2:33 |
| 21. | Survivors                 | 1:40 |
| 22. | Story of Berlin           | 1:43 |
| 23. | Unlikely Hopes            | 2:00 |
| 24. | Simple Weapons            | 1:23 |
| 25. | Chasing Eli               | 2:14 |
| 26. | The Blacklist End Credits | 0:38 |

### Musiques originales de la série
La musique est un élément important et très présent dans la série. Les musiques originales de la série ont été composées par divers artistes.
La bande originale de la première saison a été commercialisée le 21 août 2015 sous le label Madison Gate Records. Elle contient douze pistes. L'album est composé par divers artistes. Le 15 avril 2016, une réédition de l'album en vinyle sous le label Sony Music Canada Inc est sortie.
| The Blacklist: Music From The Television Series (Madison Gate Records) | The Blacklist: Music From The Television Series (Madison Gate Records) | The Blacklist: Music From The Television Series (Madison Gate Records) | The Blacklist: Music From The Television Series (Madison Gate Records) | The Blacklist: Music From The Television Series (Madison Gate Records) | The Blacklist: Music From The Television Series (Madison Gate Records) | The Blacklist: Music From The Television Series (Madison Gate Records) | The Blacklist: Music From The Television Series (Madison Gate Records) | The Blacklist: Music From The Television Series (Madison Gate Records) | The Blacklist: Music From The Television Series (Madison Gate Records) |
| No                                                                     | Titre                                                                  | Artiste                                                                | Durée                                                                  |                                                                        |                                                                        |                                                                        |                                                                        |                                                                        |                                                                        |
| ---------------------------------------------------------------------- | ---------------------------------------------------------------------- | ---------------------------------------------------------------------- | ---------------------------------------------------------------------- | ---------------------------------------------------------------------- | ---------------------------------------------------------------------- | ---------------------------------------------------------------------- | ---------------------------------------------------------------------- | ---------------------------------------------------------------------- | ---------------------------------------------------------------------- |
| 1.                                                                     | Citizens                                                               | Alice Russell                                                          | 2:45                                                                   |                                                                        |                                                                        |                                                                        |                                                                        |                                                                        |                                                                        |
| 2.                                                                     | Welcome Home                                                           | Radical Face                                                           | 4:35                                                                   |                                                                        |                                                                        |                                                                        |                                                                        |                                                                        |                                                                        |
| 3.                                                                     | Wicked Game                                                            | Emika                                                                  | 3:59                                                                   |                                                                        |                                                                        |                                                                        |                                                                        |                                                                        |                                                                        |
| 4.                                                                     | Beyond the Sea                                                         | Bobby Darin                                                            | 2:55                                                                   |                                                                        |                                                                        |                                                                        |                                                                        |                                                                        |                                                                        |
| 5.                                                                     | Major Tom                                                              | Peter Schilling                                                        | 2:03                                                                   |                                                                        |                                                                        |                                                                        |                                                                        |                                                                        |                                                                        |
| 6.                                                                     | Sundown                                                                | Gordon Lightfoot                                                       | 4:04                                                                   |                                                                        |                                                                        |                                                                        |                                                                        |                                                                        |                                                                        |
| 7.                                                                     | Made of Stone                                                          | Matt Corby                                                             | 4:30                                                                   |                                                                        |                                                                        |                                                                        |                                                                        |                                                                        |                                                                        |
| 8.                                                                     | Angel of Small Death and the Codeine Scene                             | Hozier                                                                 | 3:40                                                                   |                                                                        |                                                                        |                                                                        |                                                                        |                                                                        |                                                                        |
| 9.                                                                     | Blood on My Name                                                       | The Brothers Bright                                                    | 4:20                                                                   |                                                                        |                                                                        |                                                                        |                                                                        |                                                                        |                                                                        |
| 10.                                                                    | Jolene                                                                 | Dolly Parton                                                           | 2:38                                                                   |                                                                        |                                                                        |                                                                        |                                                                        |                                                                        |                                                                        |
| 11.                                                                    | Black Eunuch                                                           | Algiers                                                                | 3:39                                                                   |                                                                        |                                                                        |                                                                        |                                                                        |                                                                        |                                                                        |
| 12.                                                                    | Run from Me                                                            | Timber Timbre                                                          | 4:42                                                                   |                                                                        |                                                                        |                                                                        |                                                                        |                                                                        |                                                                        |
| 1:24:15                                                                |                                                                        |                                                                        |                                                                        |                                                                        |                                                                        |                                                                        |                                                                        |                                                                        |                                                                        |

#### Musiques additionnelles
En plus des musiques composées spécialement pour la série, les réalisateurs sélectionnent parfois des musiques existantes afin d'accompagner certaines scènes d'épisodes.
Parmi les principales musiques additionnelles utilisées dans la série,, :

## Accueil

### Audiences

#### Aux États-Unis et au Canada
| Saison | Saison | Nombre d'épisodes | Saison TV | Classement |
| ------ | ------ | ----------------- | --------- | ---------- |
|        | 1      | 22                | 2013-14   | 6e         |
|        | 2      | 22                | 2014-15   | 14e        |
|        | 3      | 23                | 2015-16   | 22e        |
|        | 4      | 22                | 2016-17   | 30e        |
|        | 5      | 22                | 2017-18   | 40e        |
|        | 6      | 22                | 2018-19   | 52e        |
|        | 7      | 19                | 2019-20   | 50e        |
|        | 8      | 22                | 2020-21   | 51e        |
|        | 9      | 22                | 2021-22   | 50e        |
|        | 10     | 22                | 2022-23   | 60e        |

Précédé par The Voice, le pilote a attiré 12,58 millions de téléspectateurs aux États-Unis, dépassant nettement le premier épisode de la sixième saison de Castle sur ABC ainsi que celui de Hostages sur CBS.
Au Canada, le pilote a attiré environ 1,93 million de téléspectateurs, dépassant Hostages sur CTV. Les audiences du pilote en fait l'épisode le plus vu au cours de la première saison, tandis que l'épisode 12, L'Alchimiste, avec 8,83 millions de téléspectateurs, enregistre la plus faible audience de la première saison de The Blacklist. Le dernier épisode de la première saison a été regardé par 10,44 millions de téléspectateurs. La première saison a été suivie en moyenne par 14,95 millions de téléspectateurs (avec les audiences en rattrapage, soit près de 2 millions de téléspectateurs, la première saison de The Blacklist cumule 16,90 millions de téléspectateurs toutes audiences confondues en Live+DVR), ce qui lui vaut d'être classé à la sixième place des séries les plus vues aux États-Unis au cours de la saison 2013-2014. Sur les vingt-deux épisodes, vingt ont dépassé le seuil des 10 millions de téléspectateurs.
La deuxième saison, quant à elle, a été suivie en moyenne par 13,76 millions de téléspectateurs, se classant ainsi à la quatorzième place des séries les plus vues au cours de la saison 2014-2015. Le premier épisode de la deuxième saison a été vu par 12,34 millions de spectateurs lors de sa première diffusion. À partir du quatrième épisode, les audiences baissent, mais restent stables, avec 9 millions de téléspectateurs entre le troisième et le huitième épisode. La meilleure audience de la deuxième saison, et à ce jour[Quand ?] de la série, est celle de l'épisode Luther Braxton (No. 21), diffusé après le Super Bowl XLIX,regardé par 25,72 millions de téléspectateurs.
À la suite du changement de jour de diffusion et d'horaire (passant du lundi à 22 h au jeudi à 21 h), les audiences connaissent une baisse, malgré la bonne audience du premier épisode diffusé le jeudi (la suite de Luther Braxton), regardé par 10,11 millions de téléspectateurs. À partir de Ruslan Denisov, aucun épisode de la seconde saison n'atteindra le cap des dix millions contrairement aux résultats de la première saison. La meilleure audience depuis son changement de case horaire est l'épisode 18, Tom Keen, vu par 8,64 millions de téléspectateurs, tandis que l'épisode 20, Quon Zhang, enregistre la plus faible audience de la saison et de la série avec 6,60 millions de téléspectateurs. Le final de la saison 2 a été vu par 7,49 millions de téléspectateurs, en baisse par rapport à la fin de la saison 1, mais en relative hausse par rapport aux deux épisodes précédents.
La série connaît également un succès dans les enregistrements numériques (DVR), où les épisodes de la première saison atteignent entre 5 et 6 millions de téléspectateurs via ce support,, battant ainsi des records, notamment pour l'épisode L'Alchimiste, vu par 6,62 millions de téléspectateurs en DVR dans les sept jours ayant suivi sa diffusion initiale. Pour la seconde saison, malgré la baisse des audiences lors de sa première diffusion notamment depuis son changement de case horaire, The Blacklist connaît encore un succès en DVR notamment pour l'épisode Ruslan Denisov, toutefois en accusant une baisse (entre 4,6 et 6 millions de téléspectateurs dans ce format depuis sa diffusion le jeudi, alors qu'il était entre 6 et 6,8 millions pour les huit premiers épisodes et 4,8 millions et 5,1 millions pour l'épisode en deux parties Luther Braxton), mais en gardant une certaine stabilité toutes audiences confondues. Les audiences de rattrapage permettent ainsi d’atténuer la chute des audiences en première diffusion.
Le cumul des audiences de la première diffusion et en différé est de 15,10 millions de téléspectateurs, ce qui lui vaut d'être classé à la quatorzième place des meilleures audiences télévisées américaines au cours de la saison 2014-2015,,.
La troisième saison démarre en deçà du début de la deuxième saison avec 7,76 millions de téléspectateurs et les épisodes suivants font des audiences restant stables bien qu'en baisse par rapport à la saison dernière. Cette saison obtient sa meilleure audience avec le premier épisode The Troll Farmer (7,76 millions de téléspectateurs le jour de sa diffusion), la plus mauvaise audience étant pour The Caretaker (5,97 millions de téléspectateurs le jour de sa diffusion). Le finale de la troisième saison est vue par 6,88 millions de téléspectateurs lors de sa première diffusion. Malgré ces résultats en dessous de 10 millions en première diffusion, Blacklist reste encore une valeur sure grâce aux séances de rattrapage en DVR qui lui permettent d'obtenir des audiences stables et une augmentation du taux d'audience au taux de son jour de diffusion et de voir grâce à ce support une augmentation de ses audiences (entre 9 et 13,3 millions de téléspectateurs en Live+DVR). La troisième saison est vue en moyenne par 11,19 millions de téléspectateurs et se hisse en 22e place des meilleures audiences de la saison 2015-16.
La quatrième saison démarre en deçà du début de la troisième saison avec 6,40 millions de téléspectateurs et les épisodes suivants font des audiences restant stables bien qu'en baisse par rapport à la saison dernière. Cette saison obtient sa meilleure audience avec l'épisode Miles McGrath (6,41 millions de téléspectateurs le jour de sa diffusion), la plus mauvaise audience étant pour L'Architecte (4,76 millions de téléspectateurs le jour de sa diffusion). Le finale de la quatrième saison est vue par 4,92 millions de téléspectateurs lors de sa première diffusion. Malgré ces résultats en demi-teinte en première diffusion, Blacklist reste encore une valeur sure grâce aux séances de rattrapage en DVR qui lui permettent d'obtenir des audiences stables et une augmentation du taux d'audience au taux de son jour de diffusion, doublant ainsi son score,, (entre 3,3 et 5,3 millions de téléspectateurs) et de voir grâce à ce support une augmentation de ses audiences (entre 8,2 et 11,7 millions de téléspectateurs en Live+DVR). La quatrième saison est vue en moyenne par 9,25 millions de téléspectateurs et se hisse en 30e place des meilleures audiences de la saison 2016-17.
La cinquième saison de Blacklist fait un démarrage similaire à la quatrième saison avec 6,39 millions de téléspectateurs. Les semaines suivantes, les audiences commencent à baisser en restant dans le seuil des 5 millions de téléspectateurs, mais remonte doucement à partir du huitième épisode Ian Garvey, qui frôle les 6 millions de téléspectateurs. The Blacklist commence l'année 2018 avec une hausse des audiences entre le neuvième et le treizième épisode, qui ont tous atteint le cap des 6 millions de téléspectateurs. Le onzième épisode, qui marque également le 100e épisode diffusé de la série, signe le meilleur score de la saison (6,49 millions de téléspectateurs). À partir du quatorzième épisode, l'audience commence de nouveau à baisser, tout en se stabilisant, mais atteint son pire score de la saison avec le vingt-et-unième épisode, qui est regardé par 4,96 millions de téléspectateurs, avant de connaître une modeste remontée pour le finale de la cinquième saison avec 5,18 millions de téléspectateurs. Finalement, la cinquième saison a été vue par 8,41 millions de téléspectateurs. La série se maintient surtout en différé en DVR, avec des résultats entre 2,7 et 3,3 millions de téléspectateurs, portant le cumul entre 8 et 9 millions de téléspectateurs toutes audiences confondues à chaque épisode.
La série connaît toujours un certain succès aux États-Unis, puisque la sixième saison a été appréciée par une moyenne de 7,17 millions de téléspectateurs, ce qui représente une part de marché de 1.2% auprès des 18-49 ans, le cœur de cible sur le territoire américain.
Le graphique qui aurait dû être présenté ici ne peut pas être affiché car il utilise l'ancienne extension Graph, désactivée pour des questions de sécurité. Des indications pour créer un nouveau graphique avec la nouvelle extension Chart sont disponibles ici.

| Données (en millions de téléspectateurs) | Saison 1 | Saison 2 | Saison 3 | Saison 4 | Saison 5 | Saison 6 | Saison 7 | Saison 8 | Saison 9 | Saison 10 |
| ---------------------------------------- | -------- | -------- | -------- | -------- | -------- | -------- | -------- | -------- | -------- | --------- |
| Données (en millions de téléspectateurs) | 14.95    | 13.76    | 11.19    | 9.25     | 8.41     | 7.18     | 6.88     | 5.47     | 4.77     | 3.83      |

#### Dans les pays francophones
| Saison | Nombre d'épisodes | Audiences (en millions) | Audiences (en millions) | Audiences (en millions) | Audiences (en millions) |
| Saison | Nombre d'épisodes | Première                | Finale                  | Moyenne                 |                         |
| ------ | ----------------- | ----------------------- | ----------------------- | ----------------------- | ----------------------- |
| 1      | 22                | 7,6                     | 5,2                     | 5,34                    |                         |
| 2      | 22                | 4,46                    | 3,06                    | 3,46                    |                         |
| 3      | 23                | 2,65                    | 2,62                    | 3,2                     |                         |
| 4      | 22                | 3,45                    | 0,63                    | 2,07                    |                         |
| 5      | 22                | indéterminée            | indéterminée            | 0,61,                   |                         |
| 6      | 22                | 1,09                    | 0,30                    | 0,70                    |                         |

En France, à 20 h 50, le pilote de la série rassemble 7,6 millions de curieux, pour une part d'audience de 32,7 %, faisant de TF1 le leader incontesté de la soirée. En moyenne, les trois épisodes proposés par la première chaîne ont été suivis par 6,7 millions de téléspectateurs. En différé, il bat le record toutes chaînes confondues dans les enregistrements numériques, précédemment détenu par Broadchurch, avec 1,26 million de téléspectateurs ayant visionné le troisième des épisodes diffusés le 17 septembre 2014 (L'Alchimiste), portant le total à 4,98 millions de téléspectateurs supports confondus (première diffusion et enregistrement numérique). Blacklist est à la cinquième place des séries étrangères les plus appréciées des téléspectateurs en France. L'audience du premier épisode de la première saison figure à la 64e place des 100 meilleures audiences en France en 2014. Le programme figure à la quatorzième place des séries les plus regardées en 2014 avec 5,94 millions de téléspectateurs (27,0 %) et à la troisième place auprès des ménagères avec 36,1 % de part d'audience.
La seconde saison démarre difficilement à 4,46 millions de téléspectateurs, soit une part de marché de 19,9 %, résultat en nette baisse rapport au premier épisode de la première saison. Au fil de la diffusion des autres épisodes, les audiences baissent, mais restent stables, oscillant entre deux et quatre millions de téléspectateurs. Sa meilleure audience est obtenue lors de la diffusion du quatrième épisode avec 4,58 millions de téléspectateurs, alors que le dix-septième épisode totalise la plus mauvaise audience de la saison avec 2,4 millions de téléspectateurs. Toutefois, ces résultats sont à relativiser puisque les parts de marché baissent en fonction des horaires de diffusion (le troisième épisode obtient la meilleure part de marché avec 22,3 % pour 3 millions de téléspectateurs à 22 h 40, tandis que le seizième épisode enregistre la plus mauvaise part de marché avec 14,1 % pour 3,07 millions de téléspectateurs),. En raison des audiences en baisse, Blacklist est parfois délogée de la première place des audiences le mercredi soir par les fictions de France 2, qui affichait une bonne moyenne. Les deux derniers épisodes de la seconde saison, diffusés neuf mois après la diffusion du vingtième épisode, totalisent respectivement entre 3,74 millions de téléspectateurs et 3,06 millions de téléspectateurs, ce qui lui permet de terminer en première place des audiences du jour de sa diffusion, voyant remonter ainsi sa part de marché et de retrouver son leadership durant la période estivale 2016.
La troisième saison, programmée à la suite de la diffusion des deux derniers épisodes de la deuxième saison, démarre à 2,65 millions de téléspectateurs pour le premier épisode. Le second épisode, diffusé en première partie de soirée, enregistre 3,63 millions de téléspectateurs, ce qui lui permet d'arriver en tête. Tout en restant en première place durant l'été malgré la concurrence des fictions françaises de France 2, l'audience et la part de marché de la troisième saison restent assez stables au cours de sa diffusion le mercredi soir, atteignant 3,93 millions de téléspectateurs avec le dix-huitième épisode, tandis que le douzième épisode réalise l'audience la plus faible avec 2,53 millions de téléspectateurs. Délogée de la première place à la fin de la troisième saison au profit de la série Alex Hugo diffusée sur France 2 en raison d'une part de marché en baisse, Blacklist reste stable avec 3,6 millions de téléspectateurs pour le premier épisode, tandis que la troisième saison se termine avec 2,62 millions de téléspectateurs.
La diffusion de la quatrième saison en France débute le 24 janvier 2018, soit un an et demi après la diffusion de la troisième saison, et fait un démarrage décevant avec une moyenne de 3,2 millions de téléspectateurs pour les trois épisodes diffusés ce soir-là et une part de marché de 13,9 %, prenant ainsi la seconde place des meilleures audiences de la soirée. Le premier épisode diffusé a réuni 3,45 millions de téléspectateurs. La semaine suivante, la série connaît une forte baisse avec seulement 2,8 millions de téléspectateurs en moyenne pour les trois épisodes suivants et une part de marché de 12,2 %, ce qui lui vaut de prendre la troisième place des meilleures audiences du mercredi soir. La contre-performance de la série contraint TF1 de bouleverser la programmation de la suite de Blacklist, passant de trois à quatre inédits du 7 au 21 février 2018, avant de basculer le reste de la saison en deuxième partie de soirée à partir du 28 février 2018. Lors de sa troisième semaine de diffusion, Blacklist connaît une petite remontée avec 2,9 millions de téléspectateurs en moyenne pour les quatre épisodes diffusés et une part de marché de 12,6 %, lui permettant de tenir la seconde place des meilleures audiences de la soirée. Après une contre-performance en quatrième semaine de diffusion avec 2,5 millions de téléspectateurs en moyenne et une quatrième place des audiences, la série connaît une modeste remontée, avec une troisième place des audiences et une moyenne de 2,7 millions de téléspectateurs pour les quatre épisodes de la soirée.
Pour sa première semaine en seconde partie de soirée, Blacklist prend modestement la tête des audiences avec 1,22 million de téléspectateurs pour le premier épisode et 781 000 téléspectateurs pour le second épisode. Finalement, la quatrième saison de la série a été vue en moyenne par 2,07 millions de téléspectateurs.
La cinquième saison commence sa diffusion le 12 septembre 2018 toujours le mercredi en seconde partie de soirée pour sept semaines, soit huit mois après la quatrième saison, mais les audiences des épisodes diffusés ne sont toujours pas connues. Toutefois, les dix-huit épisodes diffusés ont réuni en moyenne 606 000 téléspectateurs, soit une part de marché de 15,9%.
La sixième saison de Blacklist débute le 14 mai 2019 toujours en seconde partie de soirée. Les deux épisodes diffusés ce soir-là ont été vus respectivement par 1,09 million et 611 000 téléspectateurs, ce qui le place en tête des audiences. Néanmoins, les audiences baissent notamment en quatrième semaine, où la chaîne diffuse dorénavant trois épisodes. Les audiences décevantes de Blacklist en seconde partie de soirée ont contraint TF1 d'interrompre la diffusion de la sixième saison à mi-parcours après les trois épisodes diffusés le soir du 18 juin 2019. La chaîne reprend la diffusion des épisodes suivants à partir du 12 février 2020, soit huit mois plus tard, prend difficilement la tête des audiences avec 910 000 téléspectateurs pour le premier épisode et 451 000 téléspectateurs pour le second épisode.
Audiences française moyennes par saison*

### Réception critique

#### Critiques de la presse
| Saison | Saison | Critique            | Critique |
| Saison | Saison | Rotten Tomatoes     |          |
| ------ | ------ | ------------------- | -------- |
|        | 1      | 82 % (57 critiques) |          |
|        | 2      | 83 % (18 critiques) |          |
|        | 3      | 93 % (15 critiques) |          |
|        | 4      | 90 % (10 critiques) |          |
|        | 5      | 100 % (5 critiques) |          |
|        | 6      | 100 % (5 critiques) |          |

La série est plutôt bien reçue par la critique, avec un score de 74/100 sur le site Metacritic et 82 % d'avis favorables sur le site Rotten Tomatoes. La performance de James Spader est particulièrement remarquée. Sur le site Rotten Tomatoes, la deuxième saison recueille 83 % d'avis favorables, tandis que la troisième saison obtient 93 % d'avis favorables, la quatrième saison obtient 90 % d'avis favorables et la cinquième et sixième obtiennent 100 % d'avis favorables,. Dans l'ensemble, Rotten Tomatoes attribue à la série un taux d'approbation de 91%.
Des critiques français nuancent le propos en relevant des épisodes inégaux, souffrant souvent de faiblesses d'écriture et de réalisation.
Pierre Langlais de Télérama trouve que la série « réussit habilement à faire de son méchant un personnage mystérieux, aux intentions troubles, mélange de monstre et de chic type ambigu au possible ». Le critique salue la prestation de James Spader, à la fois « cabotin et fin » et trouve que Megan Boone, « bien trop jeune et jolie », s'en « sort plutôt bien ». Il conclut qu'« en assumant son côté divertissant et en soignant son humour, Blacklist pourrait […] s’inscrire sur la liste des séries à suivre ». Olivier Joyard des Inrockuptibles la qualifie d'« intimiste et spectaculaire », ajoutant dans son introduction qu'elle « fait partie des rares séries très grand public vraiment regardables sorties des usines hollywoodiennes ».

#### Accueil critique du public
La série est globalement bien reçue par le public, puisqu'elle obtient une moyenne de 7,9/10 sur le site IMDb, sur la base de plus de 275 000 votants. La série reçoit un très bon accueil du public sur le site Allociné, sur la base de 8 465 notes (dont 244 critiques), la série reçoit une note moyenne de 4,1 sur 5.
| Tranche d'âge | Critique                | AlloCiné |   | Réf |
| ------------- | ----------------------- | -------- | - | --- |
| 18 - 29       | 8,1 (25 404 critiques)  | 4.1/5    | , |     |
| 30 - 44       | 7,8 (720 393 critiques) | 4.1/5    | , |     |
| 45 +          | 8 (37 939 critiques)    | 4.1/5    | , |     |

Sur une note de 9,3/10 (2736 votants), l'épisode Ian Garvey (No. 13) est le meilleur de la série, selon le site IMDb, tandis que l'épisode Misère est le moins bon (4,9/10 sur une base de 1828 votants) sur ce même site.

### Revenus publicitaires
Les revenus publicitaires rapportent à la NBC entre 198 667 $ et 201 650 $ par spot de 30 s pour la saison 1 (2013-2014). En 2014 ils baissent de 294 586 $ à 200 166 $, puis a 180 618 $ en 2015, soit une baisse de 9.6%.
En 2021, une enquête auprès des agences d'achat de médias a montré qu'une publicité télévisée de 30 s lors de la diffusion de la série pendant la saison 2020-21 coûtait environ 86 500 $, ce qui représente une augmentation d'environ 10% par rapport à l'année précédente (78 400 $),.

## Distinctions

### Récompenses
- 29e cérémonie des ASCAP Awards 2014 : Meilleure musique de série télévisée pour Dave Porter
- 66e cérémonie des Primetime Emmy Awards 2014 : Meilleures coordinations des cascades dans une série, mini-série ou téléfilm pour Cort Hessler

### Nominations
- 40e cérémonie des People's Choice Awards 2014 : Nouvelle série télévisée dramatique préférée pour Blacklist[215]
- 40e cérémonie des Saturn Awards 2014 : Meilleure série diffusée sur les réseaux nationaux pour Blacklist et meilleur acteur de télévision pour James Spader
- 71e cérémonie des Golden Globes 2014 : Meilleur acteur dans une série télévisée dramatique pour James Spader[216]
- 67e cérémonie des Primetime Emmy Awards 2015 :
  - Meilleur acteur invité dans une série télévisée pour Alan Alda
  - Meilleures coordinations des cascades dans une série, mini-série ou téléfilm pour Cort Hessler
- 72e cérémonie des Golden Globes 2015 : Meilleur acteur dans une série télévisée dramatique pour James Spader
- 68e cérémonie des Primetime Emmy Awards 2016 : Meilleures coordinations des cascades dans une série, mini-série ou téléfilm pour Cort Hessler
- 43e cérémonie des People's Choice Awards 2017 : Meilleure série dramatique policière
- 69e cérémonie des Primetime Creative Arts Emmy Awards 2017 : Meilleures coordinations des cascades dans une série, mini-série ou téléfilm pour Cort Hessler
- 70e cérémonie des Primetime Emmy Awards 2018 : Meilleures coordinations des cascades dans une série, mini-série ou téléfilm pour Cort Hessler
- 71e cérémonie des Primetime Creative Arts Emmy Awards 2019 : Meilleures coordinations des cascades dans une série, mini-série ou téléfilm.
- 72e cérémonie des Primetime Creative Arts Emmy Awards 2020 : Meilleures coordinations des cascades dans une série, mini-série ou téléfilm.

## Série dérivée
Le succès public et critique de Blacklist a donné lieu à un spin-off, intitulée Blacklist: Redemption, qui se concentre sur le personnage de Tom Keen, qui n'a pas réussi à obtenir le même succès que la série-mère.
En mars 2016, NBC a commencé à développer une série dérivée créée par Bokenkamp et Eisendrath, qui serviraient également de producteurs exécutifs avec Davis et Fox. Le projet est porté par Famke Janssen dans le rôle de Susan "Scottie" Hargrave et Ryan Eggold, dans le rôle de Tom Keen, ainsi que de Edi Gathegi, qui reprend son rôle de Matias Solomon. Tawny Cypress a été choisi pour interpréter Nez Rowan, un personnage qui apparaissait déjà de façon récurrente au cours de la troisième saison Hargrave est apparu pour la première fois dans l'épisode de la troisième saison, Susan Hargrave, avec un autre épisode de la troisième saison, Alexander Kirk, servant de backdoor pilot pour la série potentielle. Le 14 mai 2016, un pilote de la série Blacklist: Redemption a été commandé, mais la série n'a pas été renouvelée après une saison. Ryan Eggold a repris son rôle dans Blacklist, avant son départ à la cinquième saison.
À noter que la conclusion de l'intrigue du spin-off est révélée dans le neuvième épisode de la cinquième saison de Blacklist, Alaska, qui a vu Famke Janssen faire une apparition. Theodora Miranne, qui tenait le rôle récurrent de Kat Carlson dans le spin-off, fait une brève apparition dans le vingt-deuxième épisode de la sixième saison, Robert Diaz.

## Autour de la série
- Le personnage de Raymond Reddington s'inspire d'un criminel américain qui existe bel et bien. Il s'agit de James « Whitey » Bulger, un fugitif pendant de très nombreuses années qui a longtemps été une figure du crime organisé à Boston, avant d'être capturé en 2011 par le FBI en Californie[20].
- Avant d’incarner le personnage de l'agent du FBI Elizabeth Keen, Megan Boone avait déjà tenu un rôle régulier dans une autre série de NBC[20], Los Angeles, police judiciaire.
- C'est la cinquième série pour James Spader, qui est un habitué du petit écran. Il a déjà participé à trois séries en tant qu'acteur récurrent (The Office, Boston Justice, The Practice) et deux autres en tant qu'acteur invité (Seinfeld, Frasier)[20]. Il a accepté de jouer dans Blacklist, car il cherchait un projet qui se tourne à New York, où il vit depuis longtemps, et souhaitait que son fils, alors âgé de six ans, connaisse cette expérience[221].
- Au centre de la série, le personnage de Raymond « Red » Reddington a failli être incarné par Kiefer Sutherland. C'est effectivement au héros de 24 que le rôle a été d'abord proposé. Il venait tout juste d’être libéré de son engagement avec la série Touch. Il a décliné l'offre[20].
- L'énigmatique « Mr Kaplan » fait référence à un certain George Kaplan, personnage fictif dans La Mort aux trousses.
- Afin de se mettre dans le personnage de Raymond Reddington, James Spader a proposé à la production d'avoir la tête quasi-rasée afin de rompre avec son style habituel et apporte sa touche personnelle avec le port d'un chapeau, l'acteur en étant collectionneur et en possédant une trentaine[221]. Perfectionniste et malin, Spader appelle le créateur Jon Bokenkamp afin d'en connaître davantage sur son personnage car, sachant qu'il allait s'impliquer sur plusieurs années, il voulait s’assurer de la complexité et de l’épaisseur de Reddington[221]. Resté très impliqué dans l’écriture de Blacklist, Spader donne son avis en amont et intervient parfois jusqu'à la veille du tournage d’une scène[221].
- Bien que les épisodes de la série comportent un numéro, on note que seize épisodes n'en ont pas[Note 12].
- Le 17 janvier 2018, la série diffuse le 100e épisode[222] qui est également le numéro du blacklister de la liste de Reddington[Note 13] et le 8 mai 2020, c'est la diffusion du 150e épisode[223],[224] qui est également le numéro du blacklister de la liste de Reddington[Note 13].
- David Strathairn, qui joue le Directeur dans plusieurs épisodes entre la deuxième et troisième saison, avait joué un personnage quasiment similaire dans La Vengeance dans la peau.

## Produits dérivés

### Jeux vidéo
The Blacklist: Conspiracy, est un jeu de type mystère et objets cachés sorti le 23 juin 2016 et développé par Gameloft en collaboration avec Sony Pictures sur Android, iOS & Windows.
Les joueurs mènent l'enquête sur des scènes de crime et doivent analyser des indices alors qu'ils poursuivent de dangereux criminels insaisissables. Le jeu introduit un certain nombre d'innovations à ce genre de jeu vidéo, tels que des mini-jeux, des interrogatoires, etc. etc qui auront un impact sur les enquêtes futures.
Le jeu a plusieurs clins d'œil a la série et la trame se déroule avant que Reddington ne se livre au FBI.

### Épisodes
1. ↑  jeudi 21 h (ép. 16 et 21)
2. ↑  (ép. 1 à 18)
3. ↑  (ép. 19 à 22)
4. ↑  (ép. 1 à 8)
5. ↑  (ép. 9 à 14)
6. ↑  (ép. 15 à 20)
7. ↑  (ép. 21 et 22)